# Équipe de France masculine de handball
Cet article traite de l'équipe masculine. Pour l'équipe féminine, voir Équipe de France féminine de handball.
Pour les articles homonymes, voir Équipe de France de handball et Équipe de France.
Maillots
Dernière mise à jour : 28 janvier 2024.
L'équipe de France de handball est constituée d'une sélection de joueurs français sous l'égide de la fédération française de handball.
Trois fois championne olympique, six fois championne du monde et quatre fois championne d'Europe, il s'agit de la sélection masculine de handball la plus titrée de tous les temps. La génération que l'on surnomme « les Experts » est même considérée comme la plus talentueuse de l'histoire du handball international, devant l'équipe de Suède des années 1990. Cette génération parvient à réaliser à partir du milieu des années 2000 avec le même noyau de joueurs ce qu'aucune autre formation nationale masculine n'avait encore accompli : elle se bâtit en quelques années seulement un palmarès unique en remportant entre 2006 et 2017 neuf titres sur les quinze compétitions qu'elle dispute. Seule équipe masculine à conserver un titre olympique dans ce sport (victoires en 2008 et en 2012), elle est également la première, et la seule, à avoir détenu simultanément les trois trophées majeurs (Jeux olympiques, Championnat du monde, Championnat d'Europe) à deux reprises, en 2010 et en 2015. 
L'équipe de France devient en 2017 la première équipe de l'histoire à gagner six titres mondiaux (1995, 2001, 2009, 2011, 2015 et 2017) auxquels s'ajoutent quatre titres européens (2006, 2010, 2014 et 2024) et trois titres olympiques (2008, 2012 et 2020), ce qui en fait la première équipe à avoir remporté au moins trois fois chacune des trois compétitions majeures. Seuls   la Russie et le Danemark sont également parvenus à soulever chaque trophée au moins une fois.
Des surnoms lui ont été attribués depuis les années 1990 et l'éclosion de la sélection au plus haut niveau de la scène internationale : les Bronzés (1992), les Barjots (1993-1996), les Costauds (2001-2008) et les Experts (2008-2017), périodes où la sélection a disputé treize finales internationales, n'en a perdu que deux (en 1993 et en 2016) et n'a connu que trois sélectionneurs, Daniel Costantini de 1985 à 2001, Claude Onesta de 2001 à 2016 et Didier Dinart secondé par Guillaume Gille de 2016 à 2020, avant que ce dernier prenne les rênes de l'équipe. De 1995 à 2015, l'équipe de France a disputé dix finales internationales sans connaître la défaite, série record, avant de perdre son titre olympique face au Danemark en finale des Jeux olympiques de Rio. Elle compte parmi ses plus sérieux rivaux le Danemark, la Croatie, l'Espagne, l'Allemagne, la Russie et la Suède et les confrontations avec ces différentes équipes sont devenues des rendez-vous réguliers lors des phases finales des grandes compétitions.
Son joueur le plus titré est Nikola Karabatic, encore membre de l'équipe de France à 39 ans en 2024 pour enlever son quatrième titre européen, ce qui porte son total à onze médailles d'or. Viennent ensuite le gardien de but Thierry Omeyer et l'arrière gauche et l'ailier gauche Michaël Guigou, qui ont remporté dix médailles d'or entre 2001 et 2021. Tous ces joueurs sont également triples champions olympiques en compagnie de Luc Abalo. De plus, l'équipe de France a compté dans ses rangs six joueurs ayant été désignés meilleur handballeur mondial de l'année : Jackson Richardson en 1995, Stéphane Stoecklin en 1997, Bertrand Gille en 2002, Nikola Karabatic en 2007, 2014 et 2016, Thierry Omeyer en 2008 et Daniel Narcisse en 2012. 
Aux Jeux olympiques de Tokyo, l'équipe de France connait sa huitième participation consécutive à l'évènement. Le 5 août 2021, elle se qualifie pour sa quatrième finale olympique consécutive, puis remporte deux jours plus tard son troisième titre olympique en battant le Danemark champion olympique 2016 et double champion du monde en titre, sur le score de 25-23. Battue en finale du Mondial 2023 par la même équipe scandinave, l'équipe de France prend sa revanche en finale de l'Euro 2024, s'imposant en prolongations (33-31) pour son quatrième titre continental.  

## Histoire

### Débuts et le difficile essor de l'Équipe de France

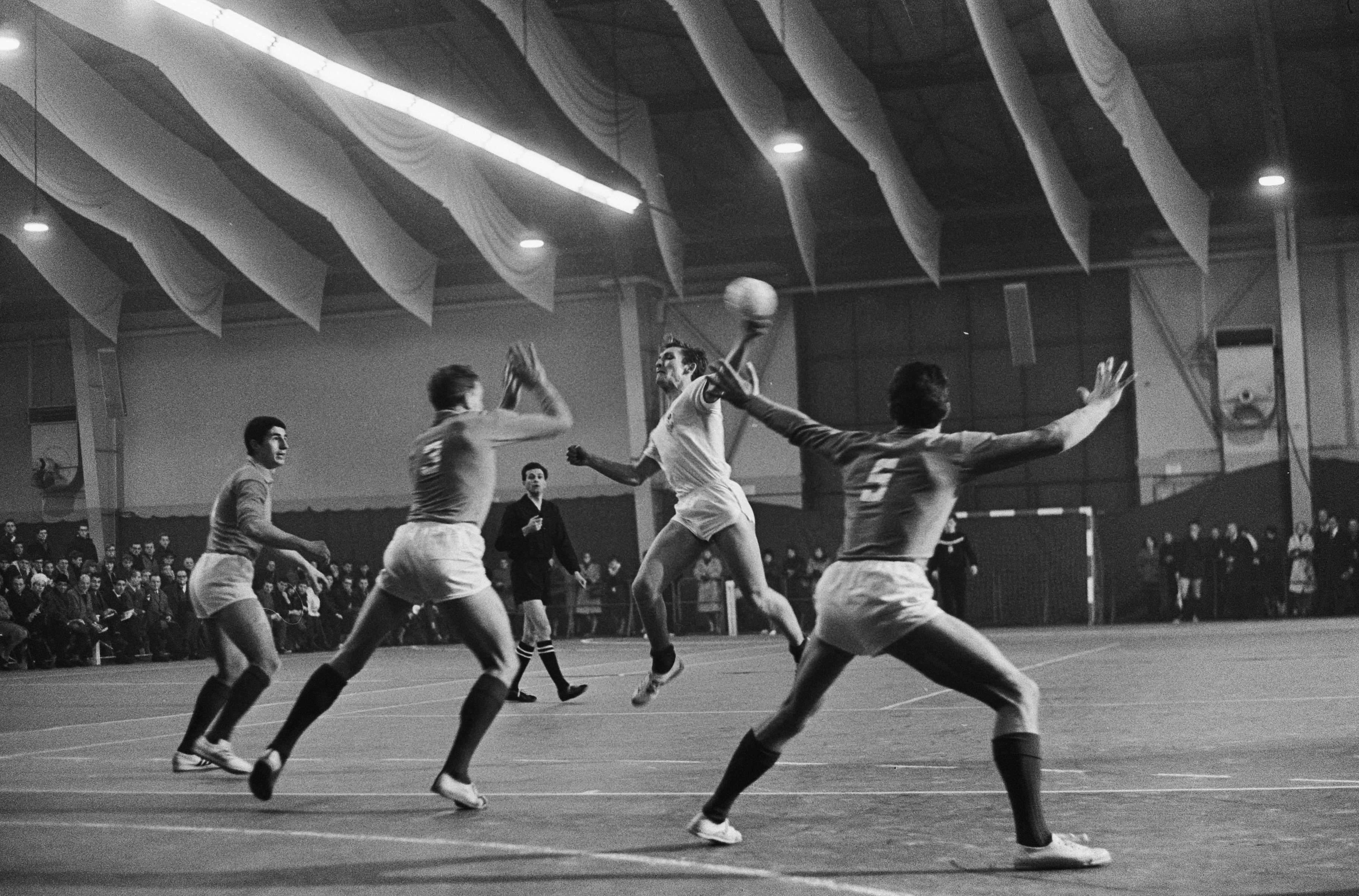
André Sellenet au tir face à la défense néerlandaise, le 7 février 1965.

Les débuts du handball en France sont timides. Plusieurs tentatives sont faites à la fin des années 1930 pour unifier sous l'égide d'une fédération unique ce sport pratiqué majoritairement en milieu scolaire. C'est en 1941, sous l'Occupation, que la première Fédération française de handball est officialisée par le gouvernement de Vichy. Ce dernier étant déclaré illégitime à la Libération, cette décision est invalidée. Sept ans sont nécessaires pour que la création de la Fédération française de handball (FFHB) soit définitivement entérinée le 11 juillet 1952.
Comme dans le reste du monde, c'est dans sa version à onze (en plein air sur gazon) que le handball est alors pratiqué et la France joue son premier match international le 12 mai 1946 à Metz face au Luxembourg dans le cadre de la Coupe de la Paix (de), conclu par une victoire 10 à 6 avant d'être nettement battu par la Suisse en finale (4-11). Puis la France accueille la phase finale du Championnat du monde à onze 1948, y compris dans le protectorat français de Sarre où les Français disputent mais perdent leur demi-finale.
Le handball à sept joueurs (en salle ou en extérieur) se développe au début des années 1950 et le premier match de l'équipe de France à sept a lieu le 27 février 1952 à Bâle où les Français sont battus par les Suisses 14 à 6. Le handball continue son développement dans sa version à sept au détriment de sa version à onze qui est peu à peu abandonnée. Alors qu'elle ne compte en 1949 que 8 567 licenciés (uniquement hommes), la Fédération française de handball passe la barre des 100 000 licenciés en 1976 puis des 200 000 licenciés en 1994, mais cette dynamique visant à rendre le sport populaire se fait au détriment de la qualité de son élite, et l'Équipe de France peine à atteindre un niveau compétitif à l'échelle internationale.
En 1954, l'équipe de France participe à son premier Championnat du monde à 7 en Suède et termine à la sixième et dernière place. Quatre ans plus tard, sous la houlette de Bernhard Kempa, elle termine neuvième sur seize équipes au Championnat du monde 1958. Lors des années 1960 et 1970, la France domine les pays latins (Espagne, Portugal), fait jeu égal avec la Suisse et l'Autriche mais est dominée par les « héréditaires » suédois et allemands et les nations du bloc de l'Est. Même au Championnat du monde 1970 disputé à domicile, la France ne parvient pas à faire mieux que douzième avec une seule victoire pour cinq défaites. Par conséquent, elle ne parvient à se qualifier à aucun des tournois olympiques entre 1972 et 1988.
Non qualifiée pour le Championnat du monde 1974, elle ne doit sa qualification en 1978 qu'au forfait du représentant africain, la Tunisie. Pas de miracle, elle termine dernière en ayant perdu ses trois matchs avec un déficit moyen de 14 buts. Relégués en Championnat du monde B, les Français terminent derniers du Championnat du monde B 1979 et sont relégués en Championnat du monde C. Malgré une défaite en phase de groupe, la France atteint la finale du Championnat du monde C 1980 et retrouve le second échelon international.
Lors du Championnat du monde B 1981 organisé à domicile, la France s'incline face à la Suisse lors du match pour la 5e place et doit laisser son voisin helvète participer au Championnat du monde 1982. Au Championnat du monde B 1983, les Français parviennent de justesse à ne pas être relégués en Championnat du monde C. Terminant à la huitième place derrière l'Islande, les Français ratent paradoxalement de peu la qualification pour les Jeux olympiques de 1984 du fait du boycott de l'URSS et de certains de ses pays alliés. Enfin, dans un Championnat du monde B 1985 très relevé à cause de la relégation des pays boycottants, l'équipe de France ne remporte qu'un match face au Congo et est reléguée en division C.

### De Costantini aux «Bronzés» de 1992
| Compétition       | Résultat          |
| ----------------- | ----------------- |
| Mondial C 1986    | Vainqueur (promu) |
| Mondial B 1987    | 8e place          |
| Mondial B 1989    | 5e place (promu)  |
| Mondial 1990      | 9e place          |
| JO 1992 (Détails) | Bronze            |

En 1985, Daniel Costantini prend alors en main cette équipe qui a besoin de transformer complètement les méthodes de travail jusque-là utilisées. Il déclare disposer de joueurs pouvant potentiellement intégrer le haut niveau mondial et qu'il faut simplement le temps et les moyens (très réduits jusqu'alors dans ce sport) adéquats au développement d'un collectif solide. Avec l'aval de la Fédération qui a vu ses espoirs de qualification automatique aux Jeux olympiques de 1992 s'envoler à la suite de leur attribution à Barcelone, il entreprend d'importantes modifications de la préparation avec notamment des séances physiques très exigeantes.

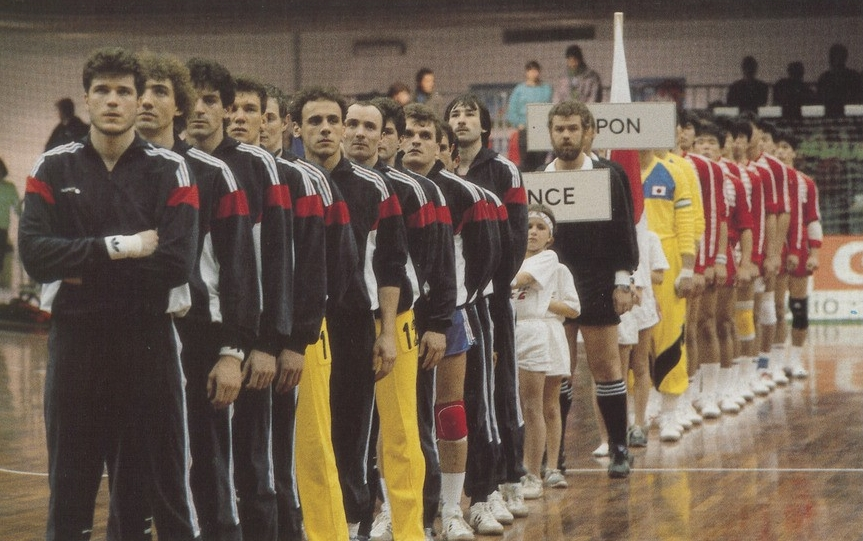
Les Bleus lors du Championnat du monde B 1987.

Vainqueurs du Championnat du monde C 1986, les Français retrouvent le deuxième niveau mondial et y restent après leur 9e place au Championnat du monde B 1987. Lors du Championnat du monde B 1989 organisé en France, les Bleus terminent à la 5e place et réintègrent ainsi enfin le groupe A mondial. Au Championnat du monde 1990, la France est emmenée par un jeune joueur d'avenir, Jackson Richardson, et une génération promise à enfin briller dans ce sport. Elle remporte son premier match en Championnat du monde face à l'Algérie et accroche des nations plus réputées comme la Hongrie ou la grande Roumanie. Grâce à un parcours honorable, la France se donne le droit de disputer un match historique pour la neuvième place et une qualification aux Jeux olympiques de Barcelone face à l'Islande. Les Français vont se donner corps et âme pour remporter ce match (29-23) et se qualifier pour le tournoi olympique. Daniel Costantini a réussi une partie de son pari d'emmener l'équipe de France aux Jeux.

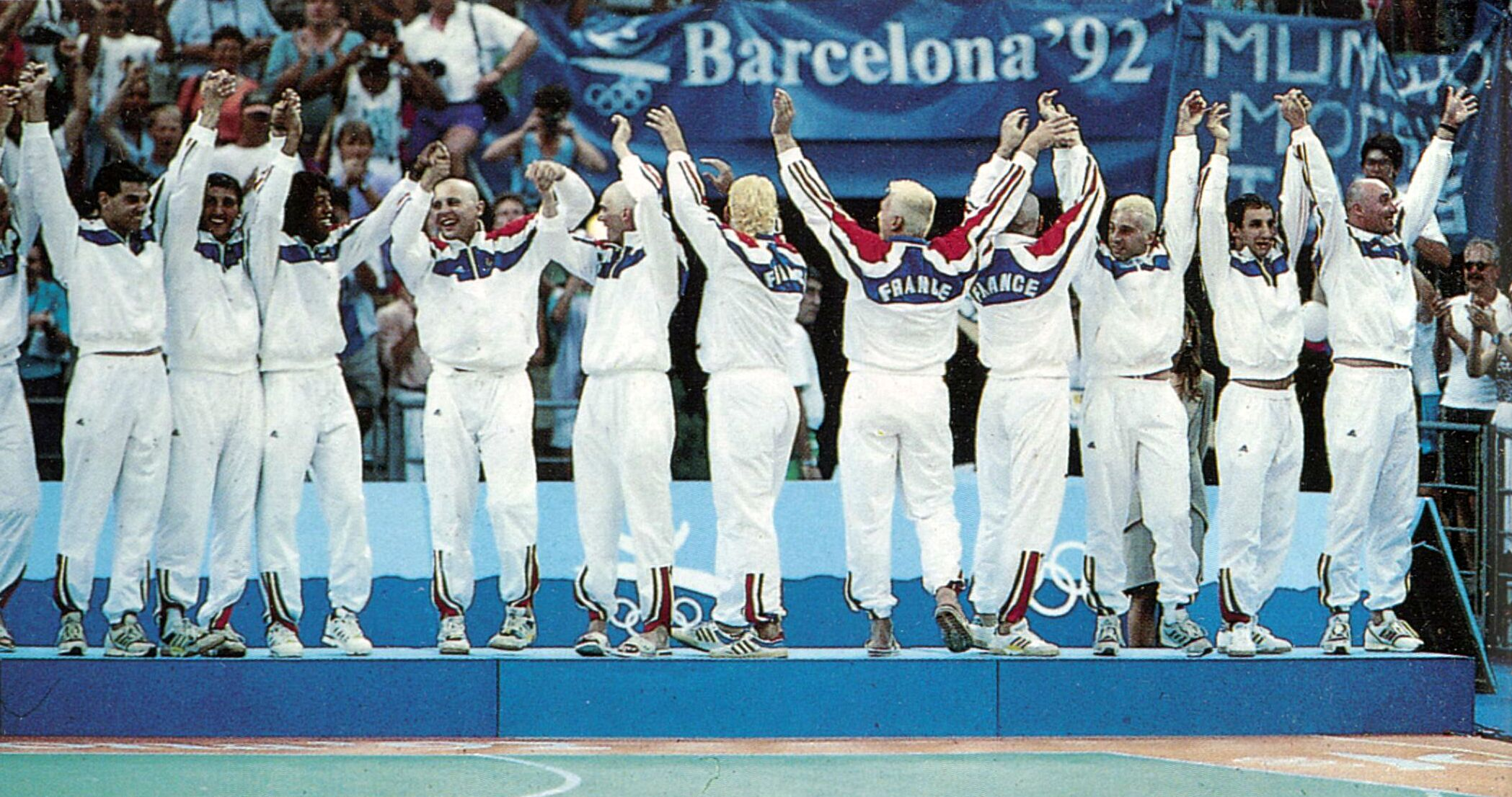
Les « Bronzés » sur le podium des Jeux olympiques de 1992.

Les « Bronzés » est, par analogie au film homonyme (1978) de Patrice Leconte figurant un groupe de vacanciers dilettantes persuadés de leurs capacités hors du commun, le surnom de l'équipe de France de handball qui a remporté la médaille de bronze aux Jeux olympiques de Barcelone en 1992. Le premier grand résultat international du handball français.
Avec une nouvelle fois une préparation longue et difficile, la France arrive à Barcelone comme une nation en devenir mais encore en manque de résultats. Lors du premier match du tournoi, la France affronte le pays hôte, l'Espagne, un des favoris de l'épreuve. Mais les Espagnols trop sûrs d'eux se font surprendre par des Français intraitables et sûrs de leurs forces. Les futurs Barjots remportent leur premier match olympique face à une nation majeure et installent ainsi le handball français parmi les meilleures nations de ces Jeux. Ils confirment par la suite en gagnant face à l'Allemagne, à l'Égypte et à la Roumanie. Les joueurs se teignent tous en blond une fois parvenus dans le dernier carré de la compétition olympique pour permettre de détendre l'atmosphère avant le match face à la grande Suède. Cela n'empêchera pas la défaite face à la meilleure équipe mondiale du moment mais les Français remportent la médaille de bronze face à l'Islande, donnant à la France sa première médaille dans une compétition internationale de handball, dès sa première participation aux Jeux olympiques.
- 1992 :  médaille de bronze aux Jeux olympiques de Barcelone

Les « Bronzés » médaillés aux Jeux olympiques de Barcelone en 1992 sont : Philippe Médard, Pascal Mahé, Philippe Debureau, Denis Lathoud, Denis Tristant, Gaël Monthurel, Éric Quintin, Jean-Luc Thiébaut, Philippe Gardent, Thierry Perreux, Laurent Munier, Frédéric Perez, Jackson Richardson, Stéphane Stoecklin, Frédéric Volle, Alain Portes.

### Les «Barjots» de 1993 à 1996
| Compétition               | Résultat  |
| ------------------------- | --------- |
| Mondial 1993 (Détails)    | Finaliste |
| Euro 1994 (Détails)       | 6e place  |
| Goodwill Games 1994       | Vainqueur |
| Mondial 1995 (Détails)    | Vainqueur |
| World Cup 1996            | Bronze    |
| Euro 1996 (Détails)       | 7e place  |
| JO 1996 (Détails)         | 4e place  |
| Voir aussi : Les Barjots. |           |

« Les Barjots » est le surnom de l'équipe de France qui dispute sa première finale mondiale en 1993 puis remporte le championnat du monde 1995, le premier titre mondial remporté par la France tous sports collectifs confondus. Le surnom de « Barjots » est dû à l'état d'esprit général des joueurs qui abordaient les compétitions dans des conditions toujours particulières, perdant face à des équipes abordables pour ensuite enchaîner des matches nettement meilleurs face à de grosses équipes. Les joueurs avaient aussi l'habitude de célébrer des titres ou des médailles avec des coupes de cheveux très particulières à une époque où cela n'était pas courant. Ainsi, aux JO de Barcelone, l'équipe sort de l'anonymat pour sa médaille de bronze mais aussi parce que plusieurs joueurs se sont présentés teints en blond ou le crâne rasé pour jouer leur demi-finale. Elle symbolise notamment une génération à qui le sport professionnel, en plein essor, n'a rien enlevé de l'esprit amateur et emmenée notamment par Philippe Gardent, Denis Lathoud, Laurent Munier ou encore Frédéric Volle.

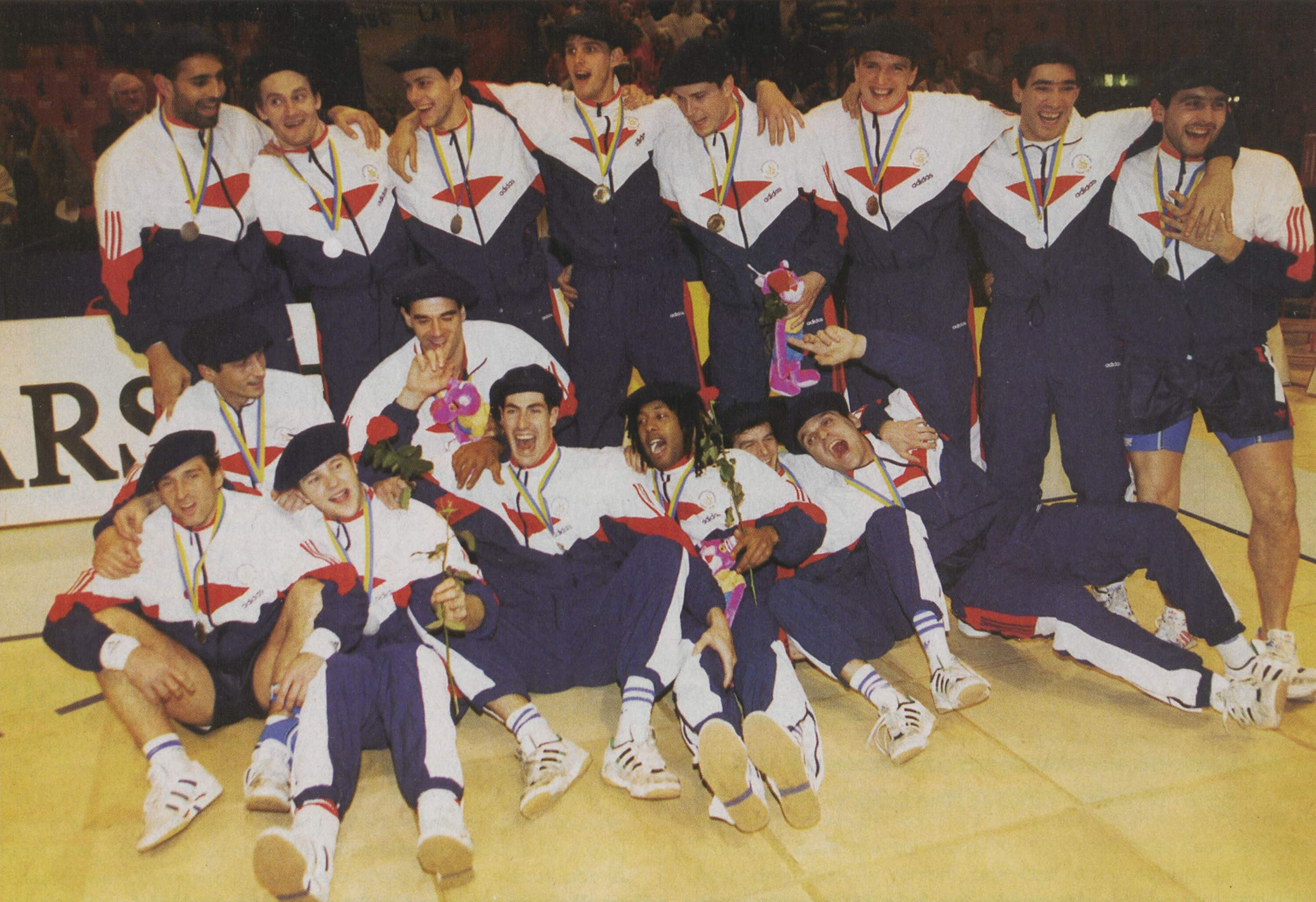
Les Français, heureux vice-champions du monde en 1993.

Sept mois après la médaille de bronze remportée aux Jeux olympiques de 1992, la France confirme qu'elle est devenue une nation majeure en disputant sa première finale mondiale lors de ce Championnat du monde 1993 en Suède. Lors du tour préliminaire, la France perd son premier match face à la Suisse, mais remporte les deux matchs suivants d'un petit but face à la Norvège puis la Roumanie et se qualifie dans la difficulté pour le tour principal. Les Bleus, beaucoup plus tranchants, y remportent leurs trois matchs face à l'Équipe unie de République tchèque et de Slovaquie puis l'Espagne (comme à Barcelone) et enfin l'Égypte. Bénéficiant de la défaite la Suisse face à l'Équipe unie de République tchèque et de Slovaquie, la France termine ainsi première de sa poule et se qualifie pour la finale. A noter que les Français ont eu la chance de tomber dans une poule nettement plus facile que le Groupe II qui a notamment regroupé les deux meilleurs nations mondiale (la Russie et la Suède) ainsi que l'Allemagne, l'Islande et le Danemark. En finale, les Bleus font illusion pendant quarante-deux minutes (16-16) avant de craquer physiquement par manque de rotation, évitant de peu la défaite de dix buts (19-28).
Lors du premier Championnat d'Europe organisé en 1994 au Portugal, les Bleus alterne le bon et le moins bon : victoire face à la Croatie (27-25), défaite d'un but face à la Roumanie (26-27), match nul face à l'Allemagne (21-21), victoire face à la Biélorussie (32-29) et défaite d'un but face à la Russie (17-18), laissant la Croatie décrocher la seconde place qualificative pour les demi-finales. Dans un match pour la 5e place sans grand enjeu, les Bleus s'inclinent face aux Espagnols (25-28) et doivent ainsi se contenter de la sixième place. Six semaines plus tard, la France participe aux Goodwill Games, organisés à Saint-Pétersbourg. Vainqueur de sa poule après des victoires face à la Corée du Sud et la Suède (qui a envoyé en équipe B), les Bleus s'imposent face à l'Espagne en demi-finale et retrouve en finale les Russes pour une revanche du Mondial 1993. Menée 9 à 13 à la mi-temps, la France sort victorieux 22-20 de la confrontation : il s'agit de la première victoire en match officiel face à une formation soviétique ou russe et surtout le premier titre international des Français.

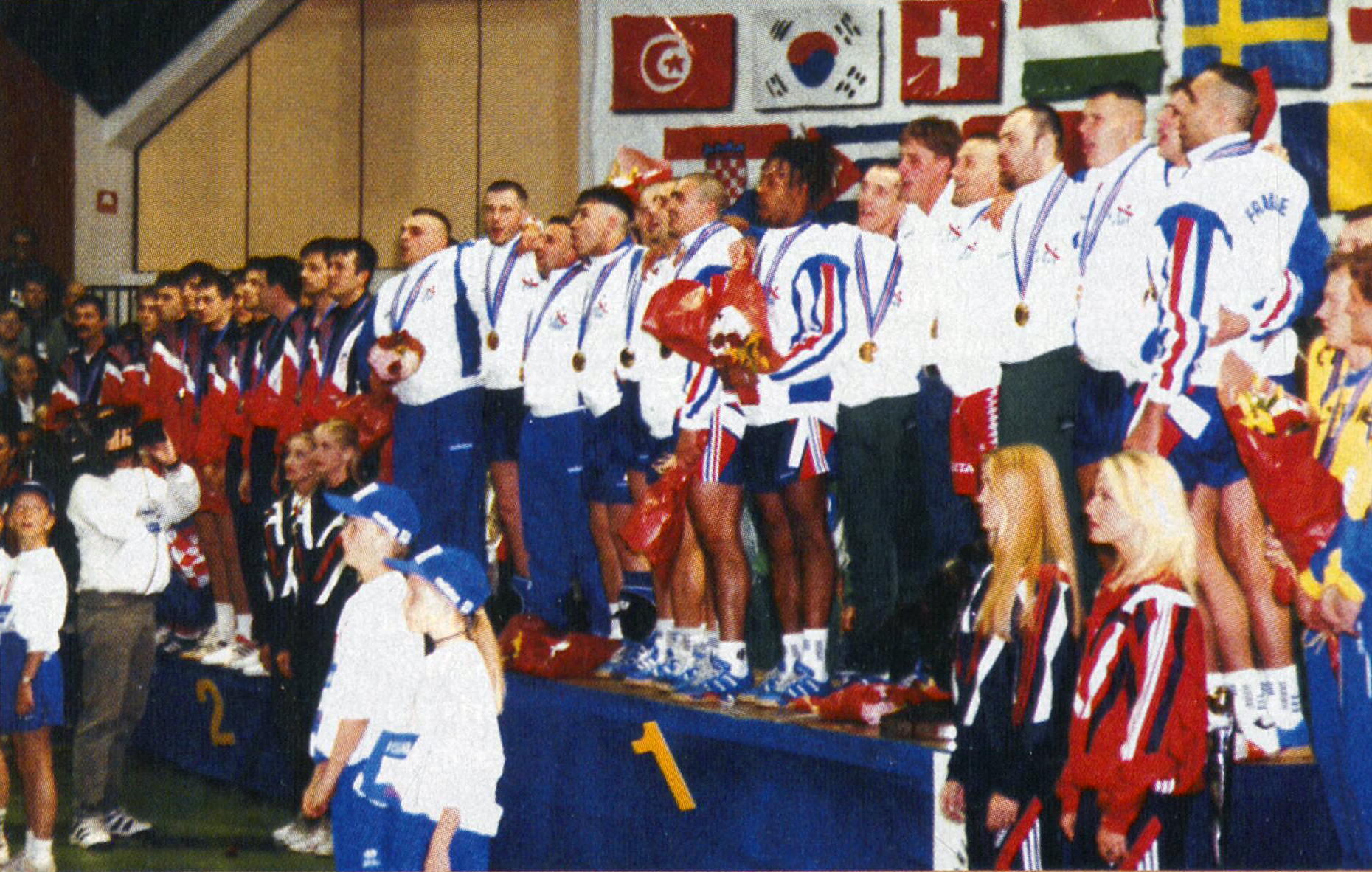
Les Français sont champions du monde 1995.

La consécration viendra au Championnat du monde 1995 en Islande. Pourtant le premier tour n'est pas une sinécure avec deux courtes victoires face à l'Algérie (23-21) et le Danemark (22-21) mais aussi deux défaites contre la Roumanie (22-23) et l'Allemagne (22-23). Le groupe est alors marqué par les tensions et les engueulades avant de disputer leur huitième de finale face à l'Espagne, sérieux candidat invaincu au podium final  et bien décidés à prendre leur revanche sur des français qui les avaient humiliés sur leur sol, aux Jeux de Barcelone. Denis Lathoud provoque à l'issue du déjeuner une réunion de crise entre joueur, sans Costantini : la « réunion d'Akureyri ». Quelques heures plus tard, c'est une équipe de France métamorphosée qui s'impose facilement 23-20 après avoir mené tout le match. En quart de finale, la Suisse vole en éclats (15-7 à la mi-temps, 28-18 score final) puis en demi-finale, l'Allemagne ne peut pas arrêter cette fois les Bleus (22-20).
En finale, face à la Croatie, les Français prennent rapidement 5 buts d'avance (8-3) puis parviennent à maintenir l'écart entre +4 et +6 pour finalement s'imposer 23 à 19 sur un dernier but en pleine lucarne de Lathoud qui lui permet d'improviser une danse : la France remporte ainsi son premier titre mondial et marque l'aboutissement d'un travail débuté 10 ans plus tôt par Daniel Costantini alors que la France venait d'être reléguée en championnat du monde C après un mondial B raté en terminant 11e. Ce premier titre mondial en handball est également le premier remporté par une équipe de France dans un sport collectif.
Pour autant, tout n'est pas rose au sein de l'équipe de France et au cours de difficiles qualifications du Championnat d'Europe 1996, à la mi-temps du match en Belgique, Éric Quintin donne un coup de tête à son coéquipier Philippe Schaaf. Après la mise à l'écart de Philippe Gardent et Thierry Perreux lors du Championnat du monde 1995, Éric Quintin, suspendu pendant un an par la Fédération française de handball est le troisième Barjot à quitter l'équipe de France. Néanmoins, la France termine deuxième de sa poule et obtient ainsi l'une des deux places qualificatives pour l'Euro.
L'année 1996 commence par la Coupe du monde en Suède. Toutefois seuls six champions du monde participent à la compétition à cause de forfaits et de la volonté de préserver les chances de l'OM-Vitrolles en quart de finale de la Coupe des coupes. Malgré tout, la France réalise un beau parcours avec trois victoires pour deux défaites face à la Suède et la Russie, synonyme de troisième place. Stéphane Stoecklin et Stéphane Joulin sont retenus dans l'équipe-type de la compétition. Lors du Championnat d'Europe disputé fin mai 1996 en Espagne, les Bleus se ratent face à la République tchèque (29-31) et ne parviennent à réparer cette erreur face à une Suède trop forte (20-26). Quatrième de leur groupe, la France termine finalement à la 7e place au profit d'une victoire face à l'Allemagne.
Néanmoins, ce sont bien les Jeux olympiques d'Atlanta qui ont vocation à être l'apothéose de cette génération. La phase de poule débute face à l'Espagne de Dujshebaev, vice-champion d'Europe deux mois plus tôt. Les Bleus s'imposent 27-25 et lancent parfaitement leur compétition. Suivent deux victoires faciles face à l'Algérie (33-22) et au Brésil (37-23), tandis que la victoire face à l'Égypte 25 à 20 assure aux Bleus la première place du groupe et la qualification en demi-finale. La défaite 23 à 24 face à l'Allemagne est ainsi sans conséquence sportive.
La demi-finale est une belle de la finale du Mondial 1995 entre la France et la Croatie. Assoiffés de revanche, les Croates prennent rapidement l'avantage et atteignent la mi-temps avec une avance de 4 buts que les Français ne parviendront jamais à combler (24-20). C'est un échec cuisant pour les Français de Costantini qui voyaient l'or olympique comme l'apothéose d'années de travail. Mais « l'âme des Barjots n'était plus là », comme l'exprime Frédéric Volle et les dissensions internes se révèlent au grand jour au point que plusieurs joueurs, pétris de déception ne veulent même plus se battre pour la médaille de bronze, face à l'Espagne. Si les Espagnols doivent s'employer pour atteindre la mi-temps avec un but d'avance (13-12), ils prennent jusqu'à sept longueurs d'avance au milieu de la seconde mi-temps (23-16, 47e). À l'orgueil, les Français parviennent malgré tout à un but à trente secondes de la fin, mais l'Espagne marque un nouveau but pour finalement s'imposer 27 à 25. La France termine au pied du podium et les distinctions de Stéphane Stoecklin (élu meilleur arrière droit et 2e meilleur buteur)
de Frédéric Volle (élu meilleur arrière gauche et 3e meilleur buteur) ne comble pas ce résultat amère.
C'est la fin d'une époque et plusieurs Barjots comme Frédéric Volle, Denis Lathoud, Laurent Munier et Pascal Mahé mettent d'ailleurs un terme à leur carrière internationale à l'issue du tournoi olympique,.

### La transition et l'ultime prouesse de Costantini (1997-2001)
| Compétition            | Résultat  |
| ---------------------- | --------- |
| Mondial 1997 (Détails) | Bronze    |
| Supercup 1998          | Finaliste |
| Euro 1998 (Détails)    | 7e place  |
| Mondial 1999 (Détails) | 6e place  |
| Euro 2000 (Détails)    | 4e place  |
| JO 2000 (Détails)      | 6e place  |
| Mondial 2001 (Détails) | Vainqueur |

Cet échec olympique à Atlanta est concomitant avec les forts changements apparaissant dans le handball en France : les Barjots se sont retirés ou ont été écartés, les plus grands clubs français (Vénissieux, Nîmes, OM Vitrolles, Gagny...) sont touchés par de grandes difficultés financières au point parfois de disparaître et de plus en plus de joueurs français s'expatrient en Allemagne ou en Espagne en conséquence de l'arrêt Bosman.
Le championnat du monde 1997 marque ainsi une grande transition puisque seulement six des seize joueurs ont été champions du monde deux ans plus tôt : Stéphane Stoecklin (qui sera élu meilleur handballeur de l'année 1997), Jackson Richardson, Guéric Kervadec (élu meilleur pivot de la compétition) Patrick Cazal et les deux gardiens Bruno Martini et Christian Gaudin. Et pourtant, alors que les Bleus entament cette compétition sans réelle ambition, ils sont battus de justesse en demi-finale par la Russie (25-24), futur championne du monde, mais s'imposent ensuite face à la Hongrie (28-27) pour la médaille de bronze. Parmi les nouveaux venus, les jeunes (20 ans) Guillaume Gille et Semir Zuzo ont été décisifs et le premier ouvre ici son palmarès qu'il fermera quinze ans plus tard par l'or olympique à Londres.
La France vise une place parmi les cinq premiers à l'Euro 1998, synonyme de qualification pour le Championnat du monde 1999 en Égypte. Mais les Français réalisent une assez mauvaise compétition, n'étant en mesure de ne prendre en phase de poule que trois points (match nul face à Lituanie et victoire d'un but face à l'Italie) contre trois défaites face à la Suède, l'Allemagne et la Yougoslavie. Si elle termine avec une victoire face à la Croatie dans le match pour la 7e place, elle devra toutefois passer par la loterie des éliminatoires pour accéder au Championnat du monde 1999 et y obtenir une place qualificative pour les Jeux olympiques de Sydney en 2000.
Si les Bleus parviennent à décrocher leur qualification pour les JO en terminant à la sixième place, ce Mondial 1999 en Égypte n'aura pas été une sinécure. Grâce à une victoire face à la Yougoslavie, la France termine deuxième de son groupe derrière la Suède qui les a sèchement battus (25-31). En huitièmes de finale, les Bleus s'imposent dans la douleur face à la Hongrie (24-23) mais ne parviennent pas à passer à l'obstacle espagnol en quart de finale (18-23). Restent à jouer les matchs de classement avec pour objectif de ne pas terminer huitième, seule place non qualificative pour Sydney... Opposés aux Égyptiens portés par leur public, la France s'impose difficilement après prolongation 27-25 et obtiennent l'essentiel. La défaite face à l'Allemagne 21-26 dans le match pour la 5e place relève dès lors de l'anecdote.
Au Championnat d'Europe 2000, après n'avoir pas été en mesure de dépasser le stade de la phase de poule lors des trois premières éditions, la France termine cette fois en tête de sa poule avec notamment des victoires probantes face à l'Allemagne (25-19) et l'Espagne (28-22) et un match nul 26-26 face à la Croatie lors de la dernière journée. Opposés à la Russie en demi-finale, les Français s'inclinent nettement 23 à 30 et retrouvent les Espagnols. Mais Talant Dujshebaev, meilleur buteur du match, est cette fois bien présent sur le parquet et les Bleus terminent au pied du podium après une courte défaite 23 à 24.
Huit mois après cette quatrième place et quatre mois avant le Championnat du monde 2001 organisé en France qui se veut l'apothéose pour la dernière compétition de Daniel Costantini, les Bleus vont chercher à se racheter du tournoi final d'Atlanta, pourquoi pas en accrochant une médaille comme à Barcelone (première médaille du handball français). À condition d'arriver à gérer la Russie et la Suède, les premières nations mondiales. Lors du premier match contre la Slovénie, les Bleus ont pourtant montré des qualités, celles d'y croire jusqu'au bout, pour éviter le pire en arrachant le match nul 24-24 grâce à un 5-1 final. Contre la Tunisie, les Français ont mieux maitrisé le match mais ont aussi mieux dû s'employer en fin de match pour faire passer le score de 17-17 à 20-17. Ensuite, ils ont battu avec la manière l'Espagne (25-23) et, avec un peu de métier, auraient également pu accrocher la Suède à leur tableau de chasse (défaite 23-24). Le dernier match face aux hôtes australiens n'est qu'une formalité (28-16) et la France termine ainsi à la deuxième place de sa poule, synonyme de quart de finale a priori abordable dans la course aux médailles. Mais la France rate son quart de finale face à une Yougoslavie pourtant pas exceptionnelle et termine à la 6e place au terme des matchs de classement.
En 2001, le championnat du monde en France est la dernière compétition pour Daniel Costantini. Vainqueur de ses 5 matchs de la phase de groupe (seule la Yougoslavie, battue 22-20, a opposé une réelle résistance), la France écarte facilement le Portugal en huitième de finale (23-18). En quart de finale se présente alors l'Allemagne, l'équipe nationale du meilleur championnat du monde : les Bleus réalisent une première mi-temps de rêve grâce notamment à Thierry Omeyer (11-8) mais les Allemands reviennent au cours de la deuxième mi-temps et se retrouvent même avec un but d'avance à 20 secondes du terme du match. Grâce à un action décisive et un but exceptionnel de Jackson Richardson, la France parvient à arracher la prolongation (22-22). Les Allemands ne s'en remettent pas et les Français se qualifient pour la demi-finale (26-23, score final). En demi-finale, l'équipe surprise du mondial, l'Égypte, fait déjouer les Français : menés de 4 buts, ils parviennent à revenir à deux buts à la mi-temps (8-10) puis à s'imposer non sans mal 24 à 21 pour atteindre leur finale. Une égalisation exceptionnelle de Grégory Anquetil à la dernière seconde du temps réglementaire permet aux Français de jouer une prolongation qui sera remportée face à la Suède. Au terme de cette finale mémorable pour le handball français, les Bleus gagnent alors le surnom de « Costauds ».

### Les «Costauds» de 2001 à 2008
| Compétition            | Résultat  |
| ---------------------- | --------- |
| Euro 2002 (Détails)    | 6e place  |
| World Cup 2002         | Vainqueur |
| Mondial 2003 (Détails) | Bronze    |
| Euro 2004 (Détails)    | 6e place  |
| JO 2004 (Détails)      | 5e place  |
| World Cup 2004         | Bronze    |
| Mondial 2005 (Détails) | Bronze    |
| Supercup 2005          | Finaliste |
| Euro 2006 (Détails)    | Vainqueur |
| Mondial 2007 (Détails) | 4e place  |
| Euro 2008 (Détails)    | Bronze    |

Après le départ en retraite du sélectionneur Daniel Costantini, l'équipe de France entre dans une nouvelle ère avec l'arrivée en 2001 du nouveau sélectionneur Claude Onesta. L'équipe de France s'appuie alors sur une nouvelle génération de joueurs talentueux comme en témoignent, par exemple, les désignations de meilleur handballeur mondial de l'année de Bertrand Gille en 2002, de Nikola Karabatic en 2007 puis du gardien Thierry Omeyer l'année suivante.
La première compétition de l'ère Onesta est le Championnat d'Europe 2002 en Suède, terminé à la 6e place après avoir raté de peu la qualification en demi-finale. Deux ans plus tard, même cause et même conséquence : les Français perdent leur dernier match du tour principal de l'Euro 2004 face à la Slovénie, hôte de la compétition, et terminent à la 6e place. Si l'équipe de France n'est encore jamais arrivée à atteindre le dernier carré d'un championnat d'Europe, les résultats en championnats du monde sont meilleurs, avec une nouvelle médaille de bronze au Championnat 2003 : vainqueur de ses trois matchs du tour principal, les Français s'inclinent en demi-finale 22 à 23 face à l'Allemagne mais se rattrapent ensuite en dominant l'Espagne 27 à 22 dans le match pour la 3e place.
Aux Jeux olympiques de 2004, l'équipe de France, outsider du tournoi est portée par la doublette Jackson Richardson (porte-drapeau de la délégation française) et Nikola Karabatic au poste d'arrière. Elle réalise un premier tour parfait avec cinq victoires en cinq matchs et retrouve la Russie qui s'est montrée moyenne depuis le début de la compétition. Dans un match couperet, très tendu, la France tombe sur une grosse performance du gardien Andreï Lavrov : cette élimination en quarts de finale est une grosse désillusion pour les Français et la star du handball français, Jackson Richardson, ne sera donc jamais champion olympique.
Peu après, le Championnat du monde 2005 organisé en Tunisie est l'ultime compétition pour les derniers Barjots, Jackson Richardson, Grégory Anquetil et Guéric Kervadec. Le début de la compétition est difficile pour les Français qui perdent à la surprise générale face aux Grecs puis sont tenus en échec par le pays hôte. Au bord de l'élimination lors du tour principal, le sélectionneur Claude Onesta est alors contesté. Pour le dernier match de la poule, les Costauds doivent compter sur une défaite de la Grèce face à la République tchèque, déjà éliminée, et dans le même temps ne pas perdre contre la Slovénie : le miracle se produit et les Bleus se qualifient. En demi-finale, la France s'incline face à la Croatie d'Ivano Balić et perd sur blessure Jackson Richardson, dont c'est le dernier match en équipe nationale. Les Bleus retrouvent la Tunisie pour le bronze : dans une partie engagée et tendue, les Français arrachent la victoire d'un but, sauvant par la même occasion son sélectionneur Claude Onesta.
Au Championnat d'Europe 2006, malgré une défaite face à l'Espagne 26 à 29 lors du tour préliminaire, les Bleus remportent leurs trois matchs du tour principal et se qualifient pour les demi-finales. Opposée à la Croatie, championne olympique, la France maîtrise son match grâce notamment aux 10 buts de Michaël Guigou et aux nombreux arrêts de Thierry Omeyer : victorieux 29 à 23, les Bleus sont enfin assurés de remporter leur première médaille à un Euro. En finale, ils retrouvent les Espagnols, champions du monde en titre. Menant de quatre buts à la pause (17-13), Nikola Karabatic (11 buts) et Thierry Omeyer (MVP du match et meilleur gardien de la compétition) font la différence lors des vingt dernières minutes pour s'imposer nettement 31 à 23 et couvrir d'or cette première médaille Européenne.
Lors du Championnat du monde 2007, les Bleus partent parmi les favoris avec un effectif de vedettes évoluant presque toutes dans le championnat allemand, le meilleur au monde. Ils termineront à la 4e place, étant éliminés par l'Allemagne, qui évolue à domicile. La défaite est mal vécue par les Français, qui dénoncent un arbitrage partial, en particulier lors du but refusé à Michaël Guigou à 30 secondes du terme de la dernière prolongation, but qui aurait permis aux Français d'égaliser pour pouvoir disputer les tirs au but.

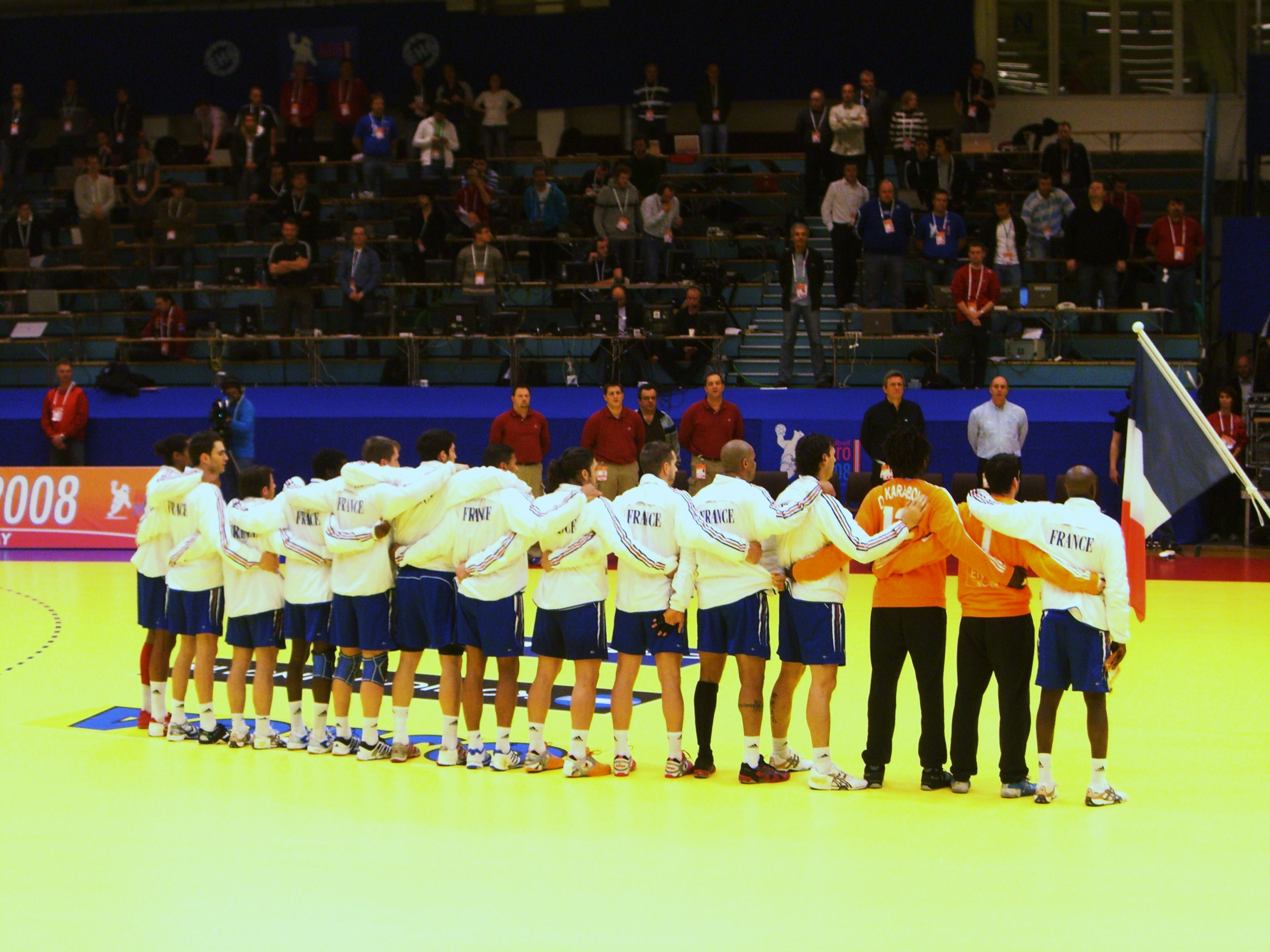
Les Bleus lors de l'Euro 2008.

Au Championnat d'Europe 2008 disputé en Norvège, après un tour préliminaire sans défaite et un tour principal où les Bleus n'en concèdent qu'une seule sans conséquence lors du dernier match, la France rencontre en demi-finale la Croatie. Menés par le joueur considéré comme l'un des meilleurs au monde, Ivano Balić, les Croates s'imposent au terme d'un match très disputé (24-23). Pour la petite finale, elle rencontre les Allemands, champions du monde en titre et découragés à la suite de leur défaite contre le Danemark, futur champion d'Europe. La France l'emporte 36 à 26, le plus grand écart de buts vu jusque là dans un France-Allemagne, pour remporter la médaille de bronze.
Le second objectif majeur en 2008 est la qualification pour les Jeux olympiques 2008 de Pékin. Les Français doivent passer par un tournoi de qualification olympique qui se déroule à Paris. Vainqueurs de la Tunisie lors du premier match, les Bleus s'imposent ensuite face à l'autre favori, l'Espagne, et obtient sa qualification avant même son dernier match face la Norvège, également remporté.

### Les «Experts» de 2008 à 2017

#### Une domination inégalée
| Compétition            | Résultat  |
| ---------------------- | --------- |
| JO 2008 (Détails)      | Vainqueur |
| Mondial 2009 (Détails) | Vainqueur |
| Euro 2010 (Détails)    | Vainqueur |
| Mondial 2011 (Détails) | Vainqueur |
| Euro 2012 (Détails)    | 11e place |
| JO 2012 (Détails)      | Vainqueur |

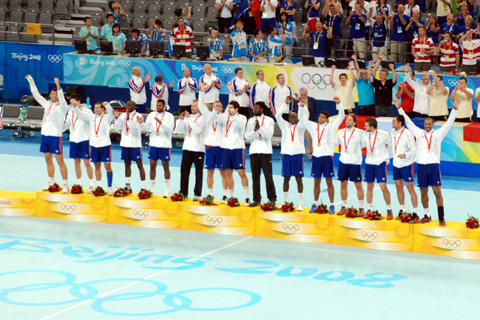
Les Bleus enfin sur la plus haute marche du podium olympique en 2008.

Emmenée par le capitaine Olivier Girault qui prend sa retraite à l'issue de la compétition pour entraîner le Paris Handball, l'équipe de France est désignée favorite du tournoi olympique. Pour ces Jeux, les joueurs se sont donné comme surnom « Les Experts », en référence à la série télévisée du même nom. Dans une poule assez relevée, l'équipe de France réalise un parcours quasi parfait avec des victoires contre la Croatie de Balić, championne olympique en titre, durant laquelle Jérôme Fernandez se fracture le troisième métacarpe de la main droite (il sera remplacé par Cédric Burdet pour la suite de la compétition), l'Espagne de Barrufet, championne du monde en 2005, le Brésil et la Chine (pays hôte) sans oublier un match nul contre la Pologne vice-championne du monde en titre. En quart de finale, les Bleus retrouvent au même stade de la compétition l'équipe qui les avait éliminés en 2004, la Russie, mais cette fois-ci, ils s'imposent 27 à 24. Ils retrouvent ainsi la Croatie en demi-finale. Dans ce match difficile, bien différent de celui du premier tour (Ivano Balić, blessé lors du premier match, est de retour), la France réussit à repousser les attaques croates grâce à une bonne défense et un Thierry Omeyer des grands jours, auteur de dix-sept arrêts, mais aussi à une belle première mi-temps de Cédric Burdet, le remplaçant de Jérôme Fernandez au poste d'arrière droit, et à une belle deuxième mi-temps de Daniel Narcisse qui inscrit le 25e et dernier but et de loin le plus beau du match. La France s'impose finalement 25 à 23, et accède ainsi à sa première finale olympique. Seize ans après, les Bleus retrouvent l'Islande, qu'ils avaient battue pour le bronze à Barcelone. L'équipe de France de handball devient championne olympique pour la première fois en remportant la finale 28 à 23 face aux Islandais. Elle devient également la 7e sélection de l'histoire à remporter la médaille d'or. Thierry Omeyer, Daniel Narcisse et Bertrand Gille sont choisis pour faire partie de l'équipe-type du tournoi. Nikola Karabatic termine meilleur buteur de l'équipe (37 buts), devant Bertrand Gille et Daniel Narcisse (35 chacun).

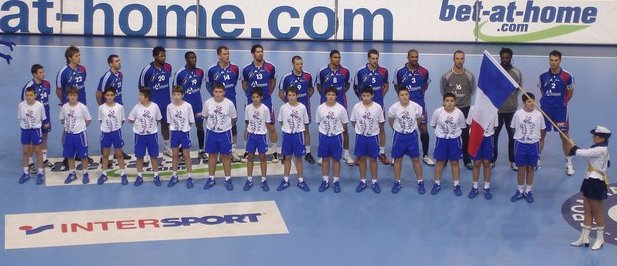
L'équipe de France au Championnat du monde 2009.

L'heure est maintenant au Championnat du monde et aux qualifications au championnat d'Europe. Il faut aussi renouveler l'équipe puisqu'Olivier Girault, Joël Abati et Cédric Burdet ont décidé d'arrêter leur carrière internationale. De nouveaux visages apparaissent : ceux de Bertrand Roiné l'arrière de Chambéry, Cédric Sorhaindo le pivot du Paris Handball, Sébastien Ostertag l'ailier de Tremblay mais aussi des retours avec Fabrice Guilbert et Sébastien Bosquet.

L'équipe de France réalise une rentrée en demi-teinte avec une laborieuse victoire 30 à 21 contre le Luxembourg et une défaite 32 à 29 contre la République tchèque. Lors de la préparation au championnat du monde de handball 2009 se déroulant en Croatie, notamment lors du tournoi de Bercy, on voit apparaître de nouveaux joueurs comme Xavier Barachet ou Grégoire Detrez, ainsi que le retour de Guillaume Joli, Franck Junillon ou Sébastien Bosquet. La liste des joueurs sélectionnés pour participer au Championnat du monde est annoncée juste après le tournoi de Bercy par Claude Onesta. L'équipe de France participe en janvier 2009 au Championnat du monde organisé en Croatie. La France débute bien son tournoi en terminant première de son groupe devant la Slovaquie, la Hongrie, la Roumanie, l'Argentine et l'Australie. Elle finit cependant deuxième du tour principal, puisque déjà qualifiée pour les demi-finales, elle fait tourner son effectif et perd un match sans enjeu face à la Croatie. Elle affronte le Danemark en demi-finale et se qualifie facilement 27 à 22 pour la finale. À la suite de plusieurs blessures, notamment celle de Didier Dinart, Joël Abati est rappelé en équipe de France. Le dimanche 1er février 2009, l'équipe de France masculine remporte la finale du Championnat du monde face à la Croatie qui joue à domicile, après un match très serré dans une ambiance survoltée devant près de 15 000 spectateurs. « Les Experts » font la différence dans les dix dernières minutes, pour achever le match avec cinq buts d'avance (24-19). Ils entrent dans l'histoire en réalisant le doublé JO 2008 – championnat du monde 2009 en moins de six mois.

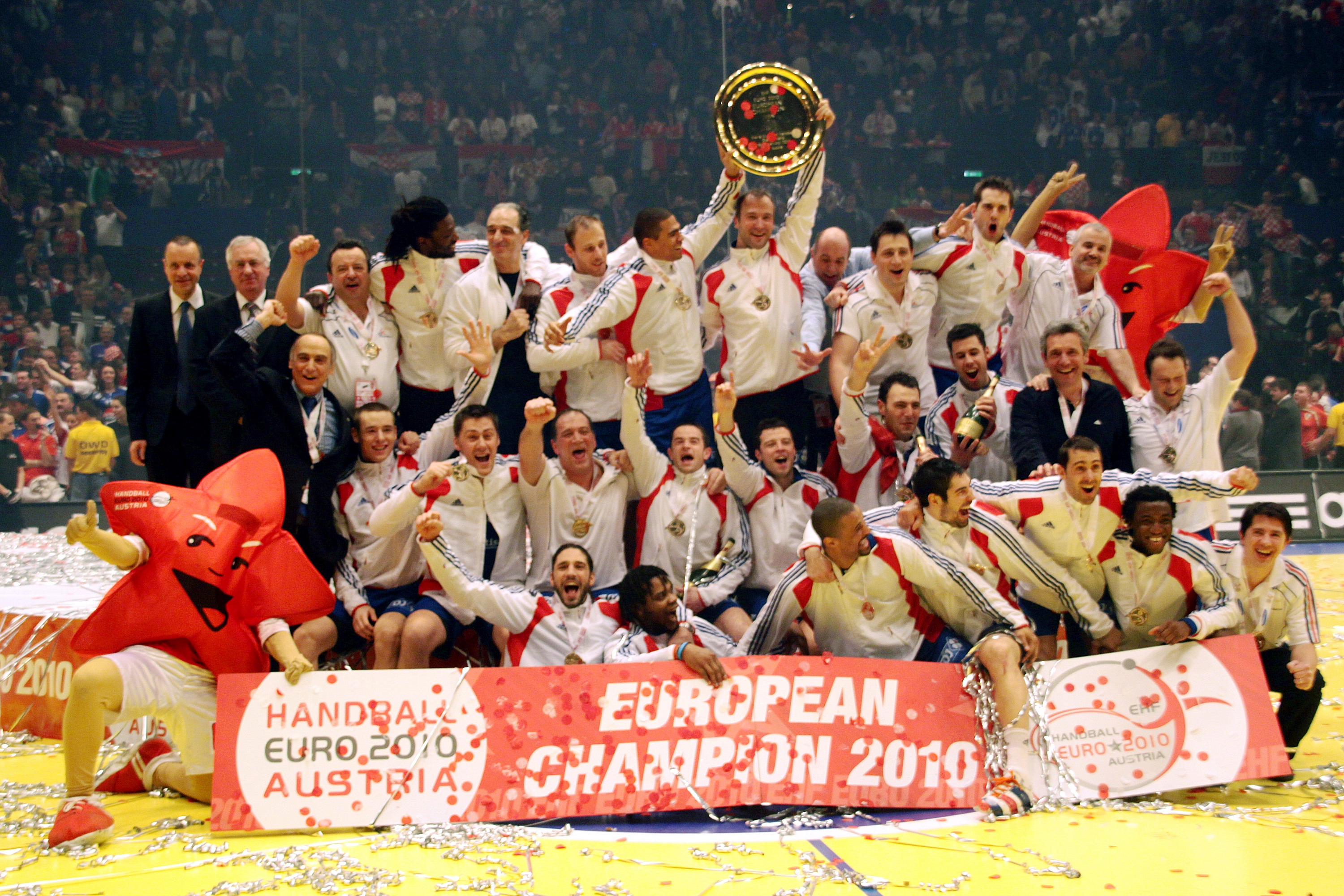
L'équipe de France fêtant le titre de champion d'Europe 2010.

Encore dans l'effervescence de son titre de champion du monde, les Experts doivent repartir pour les matchs de qualification pour l'Euro 2010 en Autriche. L'Équipe de France doit rattraper son départ dans ces qualifications un peu en demi-teinte, tout d'abord face au Portugal et à la Lettonie. Les deux seront battus sans aucun souci par les Bleus qui continuent de suivre la République tchèque, elle aussi en course. Le mois de juin est la dernière ligne droite pour les Bleus qui doivent remporter leurs trois matchs suivants, face au Luxembourg, à la République tchèque et au Portugal pour pouvoir participer à l'Euro. Mission réussie puisque les Experts l'emportent sans forcer leur talent à Montbéliard 35-18 face au Luxembourg, puis le match capital face à la République tchèque diminuée par les blessures de certains cadres comme Jicha le joueur de Kiel. Enfin, les Bleus se qualifient facilement avec une grosse victoire face au Portugal. La qualification dans la poche, l'équipe de France doit cependant jouer un dernier match de qualification en Lettonie, occasion pour Claude Onesta de lancer les jeunes et futurs cadres de l'équipe de France comme Cyril Dumoulin dans les buts, William Accambray, Grégoire Detrez, ou encore Igor Anic. Ce match sans enjeu se solde par une défaite 27-24, mais il pourra servir au sélectionneur dans l'avenir.
Après un début de compétition relativement difficile (2 matchs nuls en 3 rencontres dans le tour préliminaire), les Experts montent progressivement en puissance et remportent tous leurs matchs du tour principal, terminant à la première place de leur groupe. Ils remportent ensuite la demi-finale face à l'Islande (future 3e de l'épreuve) 36 à 28. L'équipe de France remporte le titre continental après une victoire en finale face à la Croatie 25 à 21. Elle devient alors la première (et actuellement la seule) nation à remporter coup sur coup les titres Olympique (2008), Mondial (2009) et Continental (2010).

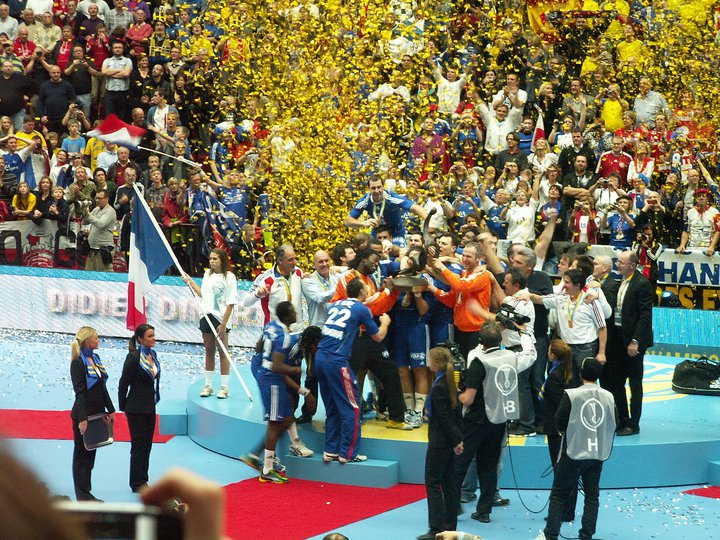
L'équipe de France est à nouveau Championne du monde en 2011.

Au Championnat du monde 2011, le début de compétition est assez facile avec trois victoires contre le Bahreïn, l'Égypte et la Tunisie. Toutefois, la France connait un premier problème d'effectif avec la blessure de Sébastien Bosquet dans les dernières minutes du match contre le Bahreïn. L'équipe de France enchaine par une victoire sur l'Allemagne. Alors qu'elle est sur le point de faire un premier tour parfait, elle concède un match nul 28 partout contre l'Espagne. Ces résultats lui permettent de se qualifier pour la phase principale. Lors de celle-ci, les Bleus affrontent lors de leur premier match la Hongrie qu'ils battent très facilement 37 à 24 puis se qualifient dès leur deuxième match, aux côtés de l'Espagne, en battant la Norvège 31 à 26. Dans un dernier match, presque sans enjeu, la France s'impose 34 à 28 face à l'Islande et s'assure la première place de la poule. Elle affronte en demi-finale et devant les 12 000 spectateurs de la Malmö Arena l'équipe de Suède, pays hôte, et se qualifie sans trembler, 29 à 26, pour sa deuxième finale mondiale consécutive en affrontant l'équipe voisine du Danemark. Bertrand Gille et Michaël Guigou rendent dans cette demie une copie parfaite (100 % de réussite aux tirs) et Thierry Omeyer assume son rang (38 % de tirs arrêtés). En finale, dans une Malmö Arena de nouveau comble et acquise à la cause danoise — Malmö est à moins d'une heure de Copenhague — la France devient le 30 janvier 2011 la première équipe depuis la Roumanie en 1974 à conserver sa couronne mondiale et remporte sa quatrième compétition internationale majeure consécutive au terme d'un match très disputé. La première mi-temps se termine avec un écart de trois buts (15-12) en faveur des Bleus. En seconde mi-temps, les Experts gèrent leur avance, mais les Danois ne plient pas, par l'intermédiaire de Mikkel Hansen ils reviennent grâce aux pertes de balle françaises et profitent aussi des arrêts de leur gardien Landin. À 3 secondes de la fin, les Danois parviennent à égaliser à 31 partout grâce à un but de Bo Spellerberg et arrachent la prolongation. Malgré une infériorité numérique, les Français parviennent grâce à Abalo et Guigou à garder l'avantage. Les Danois arriveront à prendre le dessus mais les Français réussissent à égaliser et à prendre un dernier avantage pour finir le match avec deux buts d'avance, 37 à 35 après prolongation (le dernier but français est marqué à la dernière seconde du match).
L'équipe de France est donc qualifiée pour le Championnat d'Europe 2012, les Jeux olympiques 2012 et le Championnat du monde 2013 à l'occasion desquels elle défendra ses trois titres.
L'équipe de France est qualifiée d'office pour le Championnat d'Europe 2012 en tant que tenante du titre (2010). La période entre le Championnat du monde 2011 et le Championnat d'Europe 2012 est uniquement constituée de rencontres amicales. Lors de cet Euro 2012, l'équipe de France connaît son premier échec après quatre années de domination absolue sur le handball européen et mondial. Après quatre finales remportées d'affilée, elle se présente en tenante du titre face à l'Espagne pour son premier match du tour préliminaire. Nettement dominée, elle est battue de trois buts 26 à 29. Bien qu'ayant ensuite réussi à prendre le meilleur sur la Russie 29 à 24, elle perd un nouveau match face à la Hongrie 26 à 23 et rejoint donc le second tour avec zéro point, ce qui compromet ses chances d'accéder comme d'habitude au dernier carré de la compétition. Une victoire arrachée à la Slovénie (28-26) le 22 janvier ne masque pas les faiblesses en ce début d'année 2012 des Experts pourtant au grand complet. La large défaite 48 h plus tard face à la Croatie 29 à 22, concédée au cours d'un dernier quart d'heure où leur jeu se délite, scelle le destin des Bleus, éliminés et déchus de leur titre européen. Un dernier nul face à l'Islande (29-29) s'avère anecdotique pour la France, qui ne joue donc même pas les matchs de classement, et qui aura en vain cherché le « déclic » durant cette compétition, seule défaite qui empêcha donc les Experts de réaliser l'"olympiade d'or", en remportant toutes les compétitions majeures entre deux Jeux olympiques aussi victorieux.
L'équipe de France est qualifiée d'office pour les Jeux olympiques de Londres en 2012 en tant que championne du monde en titre (2011). Au premier tour du tournoi olympique, les Experts connaissent la défaite face à l'Islande (29-30), en ayant par ailleurs remporté tous leurs autres matchs, contre la Grande-Bretagne (44-15) pour leur entrée dans le tournoi le 29 juillet, puis l'Argentine (32-20), la Tunisie (25-19) et la Suède (29-26) une première fois. Deuxième de la poule A, l'équipe de France affronte l'Espagne en quarts de finale le 8 août et s'impose à la dernière seconde 23 à 22 sur un but de William Accambray. Elle maîtrise largement sa demi-finale contre la Croatie (25-22) qu'elle avait déjà battue au même stade à Pékin, puis retrouve la Suède en finale, le 12 août 2012. Un match où la France mène presque tout du long, mais qui se termine sur le plus serré des scores : 22 à 21. L'équipe de France de handball devient la seule sélection nationale à avoir réussi à conserver un titre olympique, si l'on excepte le cas de l'URSS en 1988 suivie par l'Équipe unifiée, soit pratiquement la même nation, en 1992 (mais seuls deux joueurs de 1992 avaient participé à la finale victorieuse de 1988). Dix des joueurs de l'équipe sont déjà médaillés d'or à Pékin en 2008. Elle est aussi l'équipe nationale de handball ayant remporté le plus de trophées majeurs entre deux Jeux olympiques, avec 5 titres remportés, échouant donc à un titre du carton plein.

Quelques uns des médaillés d'or aux Jeux olympiques de Londres en 2012
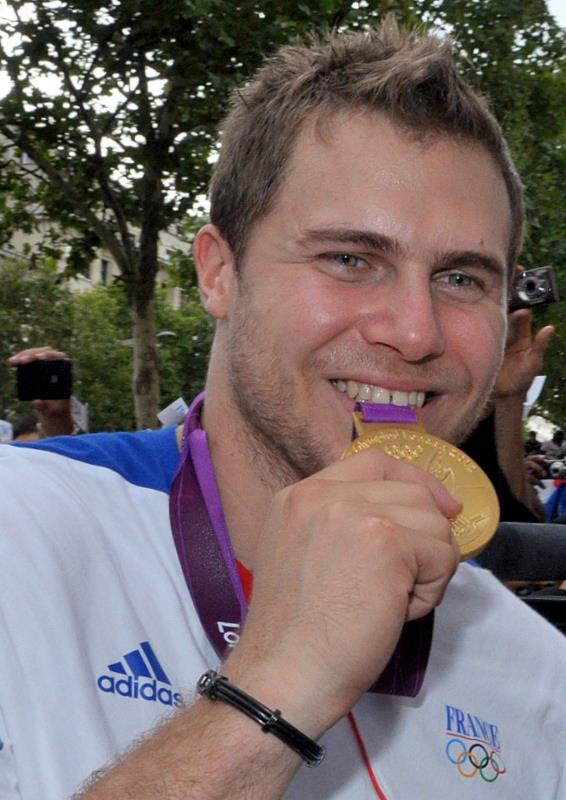
William Accambray, décisif en 1/4 de finale
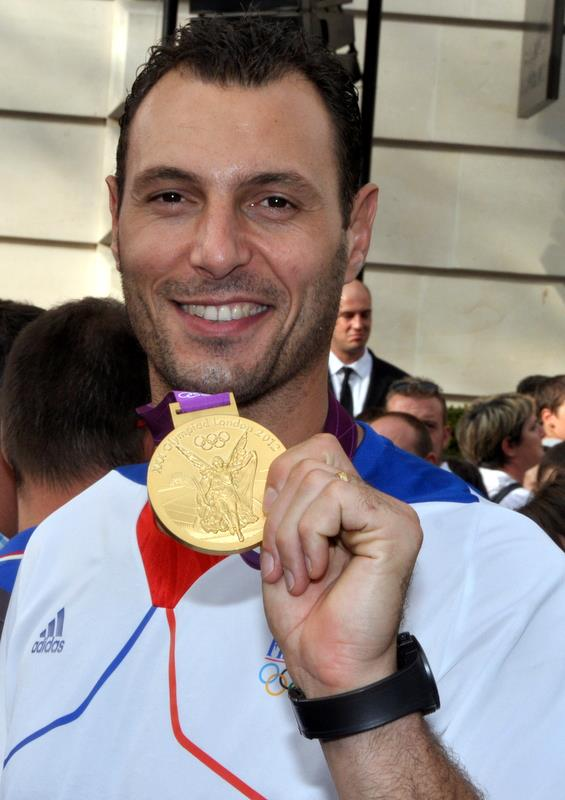
Jérôme Fernandez
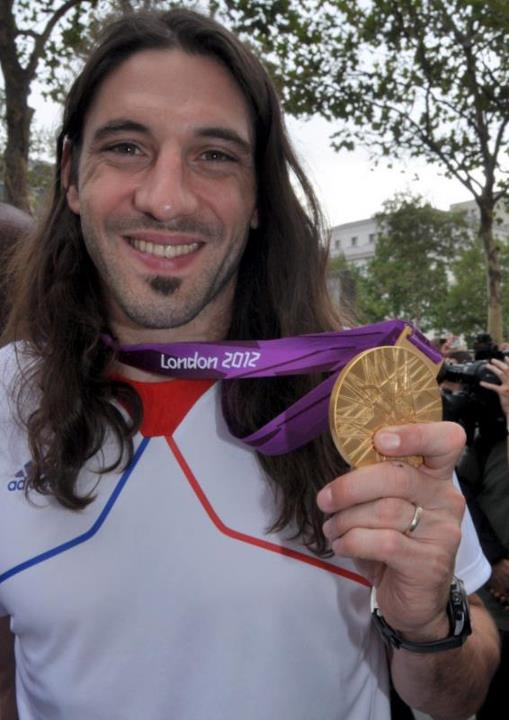
Bertrand Gille
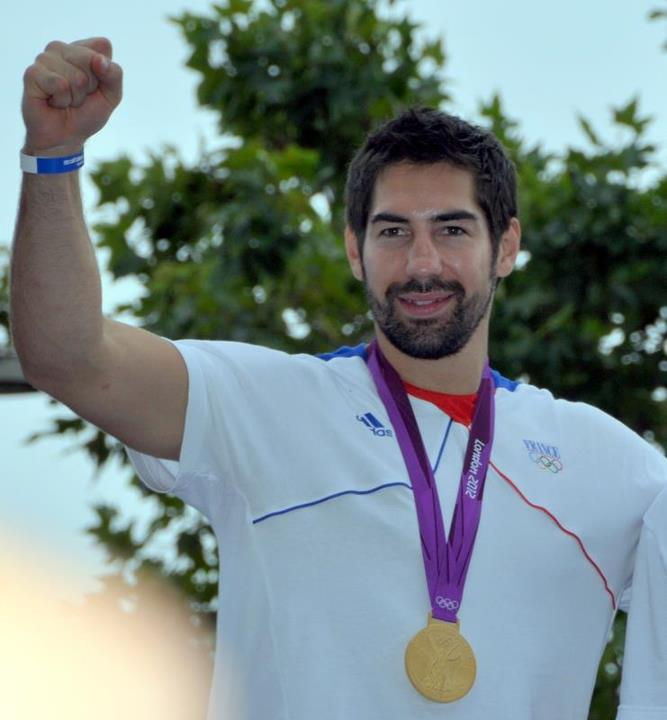
Nikola Karabatic, élu meilleur demi-centre de la compétition
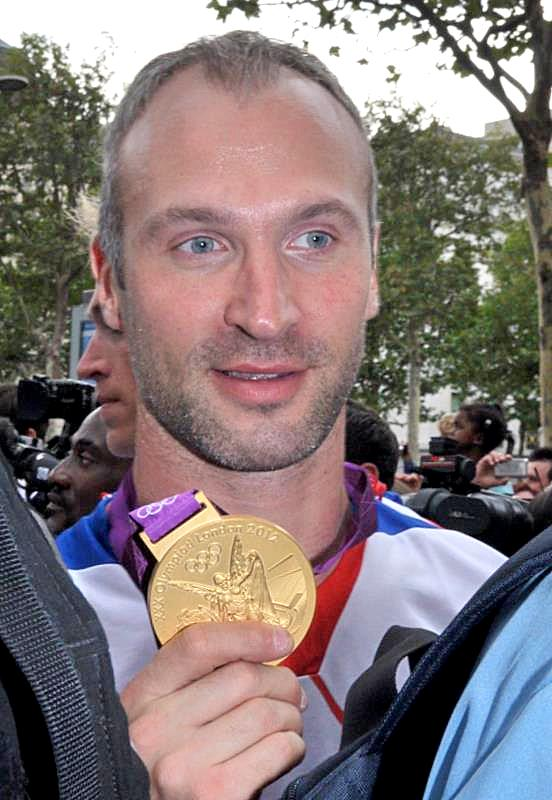
Thierry Omeyer, élu meilleur gardien de la compétition

#### Alternances des résultats
| Compétition            | Résultat  |
| ---------------------- | --------- |
| Mondial 2013 (Détails) | 6e place  |
| Euro 2014 (Détails)    | Vainqueur |
| Mondial 2015 (Détails) | Vainqueur |
| Euro 2016 (Détails)    | 5e place  |
| JO 2016 (Détails)      | Finaliste |
| Mondial 2017 (Détails) | Vainqueur |

L'équipe de France est qualifiée d'office pour le Championnat du monde 2013 en tant que tenante du titre (2011). Elle est logiquement battue par la Croatie (23-30) en quart de finale après avoir terminé à la deuxième place de la poule A au tour préliminaire derrière l'Allemagne (quatre victoires et une défaite) et après avoir gagné difficilement contre l'Islande (30-28) en huitième de finale. Elle finit la compétition à la 6e place, son plus mauvais classement au Championnat du monde depuis 1999.
L'équipe de France termine première et invaincue du Groupe 3 de qualification pour le Championnat d'Europe 2014 en remportant six victoires contre la Norvège, la Lituanie et la Turquie. Elle est ainsi qualifiée pour le Championnat d'Europe 2014 au Danemark en janvier 2014 et affronte dans la poule C au tour préliminaire, la Serbie (finaliste du Championnat d'Europe 2012), la Pologne et la Russie. Elle réalise une finale parfaite face au pays hôte grâce notamment à l'apport de jeunes joueurs tels que Valentin Porte. Pour l'anecdote, certains médias tentent de renommer l'équipe de France « les Indestructibles », mais les joueurs déclarent qu'ils préfèrent rester « les Experts ».
L'équipe de France termine en tête du groupe C en restant invaincue, malgré un début de compétition en demi-teinte et un nul face à l'Islande. Lors du dernier match décidant du vainqueur de poule, la France bat la Suède au terme d'un match laborieux au cours duquel elle ne parvient à passer devant au score qu'en toute fin de match. Elle accède ainsi à une partie de tableau plus clémente pour la suite. Les Bleus remportent ensuite deux victoires faciles au terme de deux matchs parfaitement maîtrisés contre l'Argentine et la Slovénie, grâce notamment à un Thierry Omeyer revenu en état de grâce après un début de compétition difficile. Elle se qualifie ainsi pour la demi-finale de la compétition pour affronter l'Espagne championne du monde en titre. À l'issue d'un match très engagé où les défenses des deux équipes prennent l'ascendant sur les attaques (seulement huit buts en seconde mi-temps pour chaque équipe), la France se défait 26 à 22 de son adversaire et se qualifie pour la finale de la compétition où elle affronte le Qatar, pays organisateur.
En finale, elle bat son hôte sur le score de 25 à 22 et devient ainsi le pays le plus titré de l'histoire avec cinq victoires. Elle parvient par la même occasion à détenir pour la seconde fois tous les titres internationaux majeurs simultanément, ce qu'aucun autre pays n'est parvenu à accomplir dans l'histoire de ce sport. Elle obtient par ailleurs sa qualification directe pour les Jeux olympiques de Rio 2016.
L'équipe de France se qualifie tranquillement pour la phase finale du championnat d'Europe en remportant tous ses matchs de qualification. En préambule à la compétition, elle obtient des résultats en demi-teinte lors des deux premières phases de la Golden League sans que cela ne paraisse trop préoccupant étant donné l'absence de nombreux cadres et l'arrivée de jeunes joueurs. Les Bleus abordent l'Euro sans pression en laissant clairement entendre que même s'ils ne vont pas le galvauder, ils n'en font pas une priorité, préférant mettre l'accent sur la défense de leur titre olympique en août.
La France débute bien en remportant facilement ses deux premiers matchs face à la Macédoine (30-23) et la Serbie (36-26). Mais dès le troisième match face son hôte, la Pologne, elle montre des lacunes en s'inclinant nettement 25 à 31. Elle est toutefois qualifiée pour le tour principal avec 2 points. Après deux victoires confortables et probantes contre la Biélorussie (34-23) et surtout la Croatie (32-24), elle retombe dans ses travers en s'inclinant 24 à 29 lors du match décisif qui l'oppose à la Norvège au cours duquel elle ne semble jamais être en mesure de prendre l'ascendant sur une défense norvégienne intraitable. Écartée du dernier carré, elle termine la compétition sur une bonne note en battant le Danemark 29 à 26 pour se classer à une honorable cinquième place.
Vainqueur du Championnat du monde 2015 au Qatar, l'équipe de France obtient à cette occasion sa qualification pour les Jeux olympiques. Après un premier match engagé face à la Tunisie conclu par une victoire 25 à 23, les Français s'imposent largement 35 à 20 face au vice-champion du monde qatari puis 31 à 24 face à l'Argentine. Assuré d'être qualifiée en quart de finale, la France s'incline ensuite 28 à 29 face à une Croatie qui est de retour après un début de compétition difficile (défaite 23 à 30 face au Qatar et courte victoire 27 à 26 face à l'Argentine). Enfin, la victoire 33 à 30 face au Danemark permet aux Experts de terminer à la deuxième place de la poule. Opposé au Brésil en quart de finale, les locaux, portés par leur public, tiennent tête à la France jusqu’à la 40e minute (22-22) mais ne peuvent lutter sur la durée et les Français s’imposent finalement 34 à 27. En demi-finale, les Experts jouent contre l'Allemagne, championne d'Europe en titre. Menant jusqu'à sept points d'écart à vingt minutes de la fin (24-17), la France s'impose grâce à un but incroyable de Daniel Narcisse 29 à 28 dans les ultimes secondes du match. En finale, le Danemark met fin à la série de dix victoires en finale internationale (Championnat du monde 1993) en battant l'équipe de France 28 à 26 : la France récolte la médaille d'argent comme son homologue féminine.

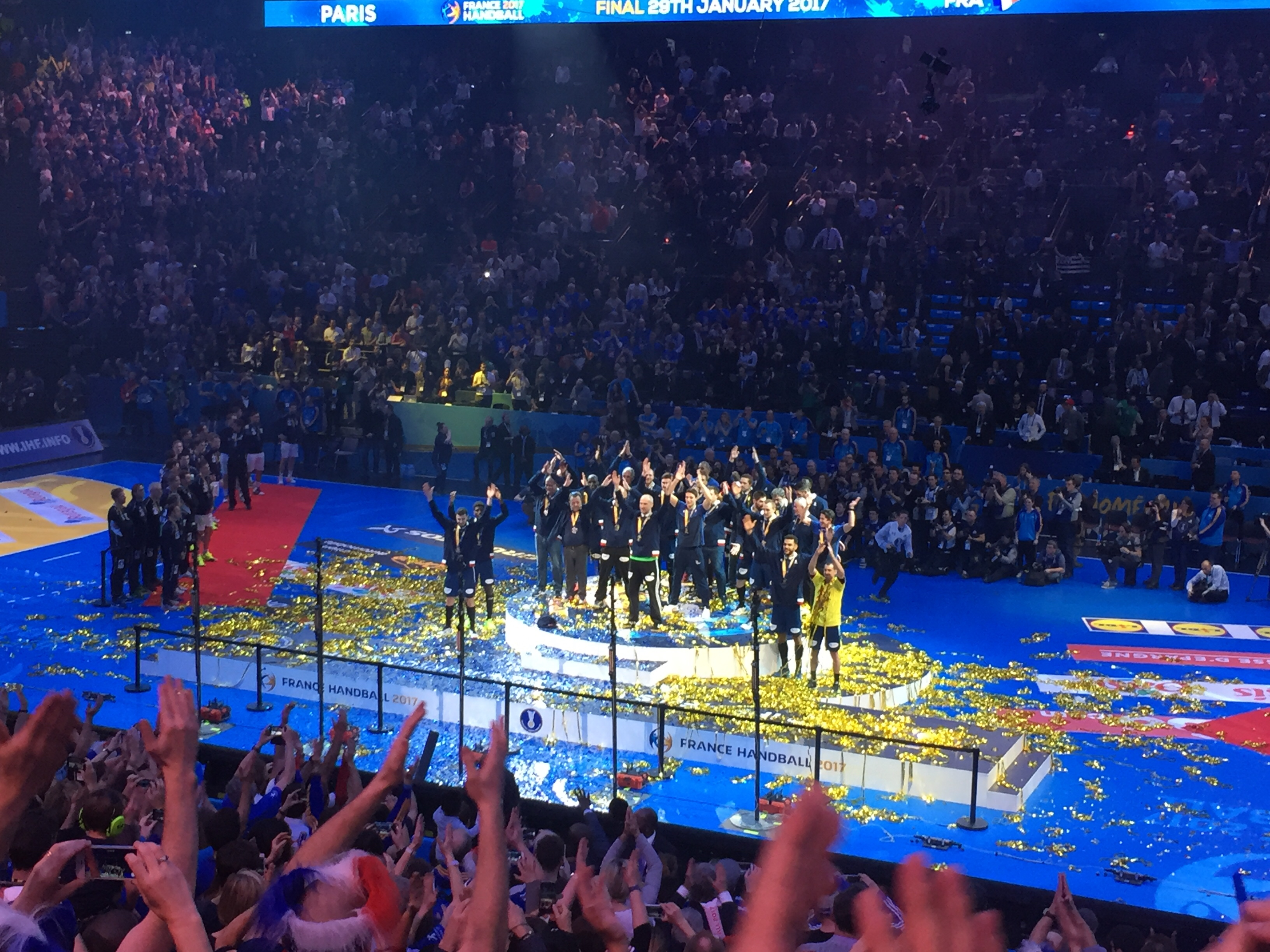
En 2017, les « Experts » célèbrent leur sixième titre de champion du monde avec leur public.

Après 1970 et 2001, la France accueille pour la troisième fois le Championnat du monde masculin de handball, tournoi dans lequel l'équipe de France est la plus titrée avec cinq titres en vingt ans. L'équipe est désormais entraînée par Didier Dinart, assisté de Guillaume Gille, tandis que Claude Onesta prend de plus en plus de recul en étant manager général. Les « Experts » débutent leur tournoi par deux larges victoires contre le Brésil (31-16) et le Japon (31-19) mais perdent Luka Karabatic sur blessure. Sur leur lancée, les Bleus battent ensuite la Norvège (31-28) et la Russie (35-24) au terme de matchs accomplis pour s'adjuger la première place de leur groupe. En huitième de finale, les Experts éliminent l'Islande 31 à 25 malgré un début de match en demi-teinte ponctué par un seul but d'avance à la mi-temps. En quart de finale, les Bleus se qualifient aux dépens de la Suède sur le score de 33 à 30 dans un match serré au cours duquel les Suédois ont pris les commandes plusieurs fois, menant notamment d'un but à la mi-temps. À l'occasion de ces deux rencontres disputées dans le Stade Pierre-Mauroy de Villeneuve-d'Ascq, le record mondial de spectateurs pour un match international de handball est à chaque fois battu avec plus de 28.000 personnes dans les gradins. En demi-finale, de retour dans l'AccorHotels Arena de Paris, la France bat la Slovénie 31 à 25 et se qualifie pour la finale du Championnat du monde. En finale le dimanche 29 janvier à Paris, après une première mi-temps difficile où ils courent après le score face à la Norvège qui avait intégré la compétition grâce à une wild card, les Experts se détachent en deuxième période et prennent le meilleur, sur le score final de 33 à 26. L'équipe de France de handball remporte ainsi son sixième titre mondial et sa onzième victoire internationale sur une période de vingt-deux ans, cette fois sous la houlette du duo d'entraîneurs Didier Dinart et Guillaume Gille, devenus doubles champions du monde sur le terrain et sur le banc. Nikola Karabatic est désigné meilleur joueur du tournoi, tandis que Nedim Remili et le gardien Vincent Gérard font partie de l'équipe-type de cette édition 2017 des Championnats du monde.

### En route vers un troisième titre olympique
| Compétition            | Résultat  |
| ---------------------- | --------- |
| Euro 2018 (Détails)    | Bronze    |
| Mondial 2019 (Détails) | Bronze    |
| Euro 2020 (Détails)    | 14e place |
| Mondial 2021 (Détails) | 4e place  |
| JO 2021 (Détails)      | Vainqueur |

Le sixième titre de champion du monde acquis en 2017 est également marqué par la retraite internationale de Thierry Omeyer et de Daniel Narcisse et marque la fin de la génération des « Experts ».
Pour sa 13e participation au Championnat d'Europe, la France doit faire face à une pénurie d'arrière gauche à cause de la retraite internationale de Daniel Narcisse et des blessures successives de Mathieu Grébille, Olivier Nyokas, William Accambray et enfin de Timothey N'Guessan en cours de compétition. Malgré tout, grâce notamment à une victoire 32 à 31 face à la Norvège qui s'est décidée en toute fin de match, la France est la seule équipe à avoir remporté ses 3 matchs à l’issue du tour préliminaire. Lors du tour principal, elle est également la seule avec le Danemark à remporter ses 3 matchs avec notamment deux victoires probantes face à la Suède (23-17) puis à la Croatie (30-27). En demi-finale, elle est nettement battue par l'Espagne qui a compté jusqu'à 9 buts d'avance (23-27). Mais les « Experts » se reprennent lors du match pour la 3e place en battant le Danemark 32 à 29 et remportent ainsi la médaille de bronze.

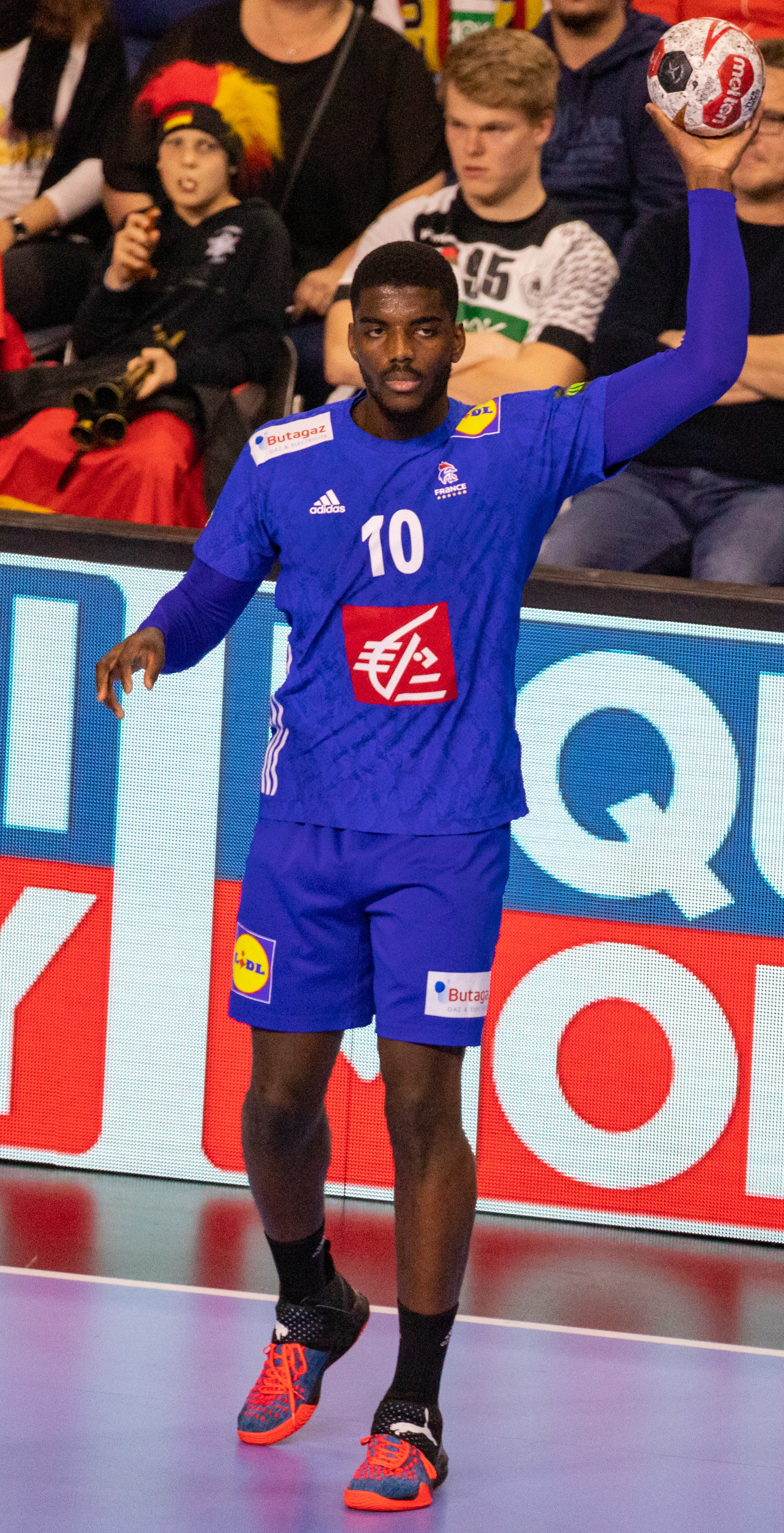
Dika Mem au Mondial 2019.

Battue par le Danemark en demi-finale, la France perd le dernier titre qu'elle avait en sa possession après sa défaite en finale des Jeux olympiques de Rio en 2016 puis en demi-finale du Championnat d'Europe 2018. Tant dans le résultats que dans la manière, le déroulement de cette compétition a été analogue à l'Euro 2018 : malgré des résultats contrastés (courtes victoires face au Brésil et à la Russie, match nul face à l'Allemagne grâce à un but à la derrière seconde de N'Guessan), les Français se qualifient pour les demi-finales grâce notamment à la victoire face à l'Espagne 33 à 30. Opposée au Danemark, la France, comme un an plus tôt, n'est jamais en mesure de rivaliser face aux coéquipiers d'un Mikkel Hansen intenable (12 buts) et s'incline 30 à 38. Elle remporte néanmoins la médaille de bronze aux dépens de l'Allemagne et glane ainsi sa onzième médaille sur les quatorze derniers championnats du monde.
En 2020, l'extension du Championnat d'Europe à 24 équipes aura été fatal à l'équipe de France puisque les Français sont éliminés dès le tour préliminaire, une première depuis 42 ans et le Championnat du monde 1978. Alors que la France ambitionnait le titre pour obtenir sa qualification directe pour les JO de Tokyo, les Bleus ratent leur match et leur entrée dans la compétition en s'inclinant 25 à 28 face à des Portugais qui les avaient déjà battus lors des poules de qualification (en). Seules deux des quatre équipes du tour préliminaire se qualifiant pour le tour principal, la France se retrouve au pied du mur avant d'affronter la Norvège qui évolue à domicile. Si les Français réalisent un match plus abouti et mènent même de trois buts (18-15) au début de la deuxième mi-temps, les coéquipiers d'un grand Sander Sagosen (10 buts) repassent devant 5 minutes plus tard et s'imposent finalement 28 à 26. Pour l'honneur (les deux équipes étant déjà éliminées), les Bleus remportent leur troisième match 31 à 23 face à la Bosnie-Herzégovine et terminent à la 14e place... juste derrière le Danemark également prématurément éliminé de la compétition.
Constatant une « perte de projet et de sens collectif », la FFHB en tire les conséquences en limogeant Didier Dinart et en intronisant Guillaume Gille, chargé de mener les Bleus lors du tournoi de qualification olympique (TQO) moins de trois mois plus tard. Une semaine plus tard, la composition du staff pour le TQO est dévoilée : Érick Mathé, l’entraîneur du Chambéry Savoie Mont Blanc Handball, est nommé entraîneur adjoint et Olivier Maurelli, ancien international dans les années 1990 et actuel préparateur physique de l’Équipe de France de volley-ball avec laquelle il a remporté son TQO, est nommé préparateur physique.
Néanmoins, l'année 2020 se trouve totalement perturbée par la pandémie de Covid-19 ce qui empêche Guillaume Gille et les Bleus de jouer le moindre match en 2020. Ce n'est qu'en janvier 2021, une semaine avant le début du Championnat du monde 2021 que la France retrouve le terrain lors d'une double confrontation décevante face à la Serbie.
Lors de son premier match du Mondial face à la Norvège, annoncé comme l'un des favoris de la compétition, les Bleus réalisent une grosse prestation et s'imposent avec la manière 28 à 24. Nette victorieuse de l'Autriche 35 à 28, la France enchaine ensuite trois victoires studieuses mais laborieuses face à la Suisse (25-24), l'Algérie (29-26) et l'Islande (28-26). Face au Portugal, leur bourreau à l'Euro, une équipe de France retrouvée s'impose avec autorité (32-23) et se qualifie pour les quarts de finale du Mondial.
Après un début de match très compliqué face à la Hongrie (1-7 à la 11e minute), la France rattrape son retard et mène même de 3 buts à 3 minutes de la fin du temps réglementaire (30-27 à la 57e minute) mais doit finalement passer par la prolongation pour s'imposer (35-32, score final). Après un parcours sans faute, la France est battue par la Suède (32-26) en demi-finale puis par l'Espagne (35-29) dans le match pour la troisième place et termine ainsi à la quatrième place, au pied du podium.
Alors que les championnats du monde 2019 et l'Euro 2020 délivraient une place aux Jeux de Tokyo pour le vainqueur (respectivement le Danemark et l'Espagne), l'équipe de France doit disputer en mars 2021 un tournoi mondial de qualification olympique qui est organisé à Montpellier, avec deux places à prendre et quatre équipes en lice : en plus de l'équipe hôte, la Croatie, la Tunisie et le Portugal. Les Bleus battent la Croatie (30-26) et la Tunisie (40-29) puis le 14 mars, perdent d'un but (28-29) face au Portugal. Au total, et à la différence de buts, ils terminent premiers de ce tournoi et décrochent leur qualification pour la huitième fois consécutive, c'est-à-dire une participation continue depuis l'avènement des Bronzés en 1992. Ceux-ci avaient obtenu le Bronze, les Experts avaient remporté l'or en 2008 et 2012 et restent sur une médaille d'argent en 2016. Leurs successeurs viseront à Tokyo une cinquième médaille olympique

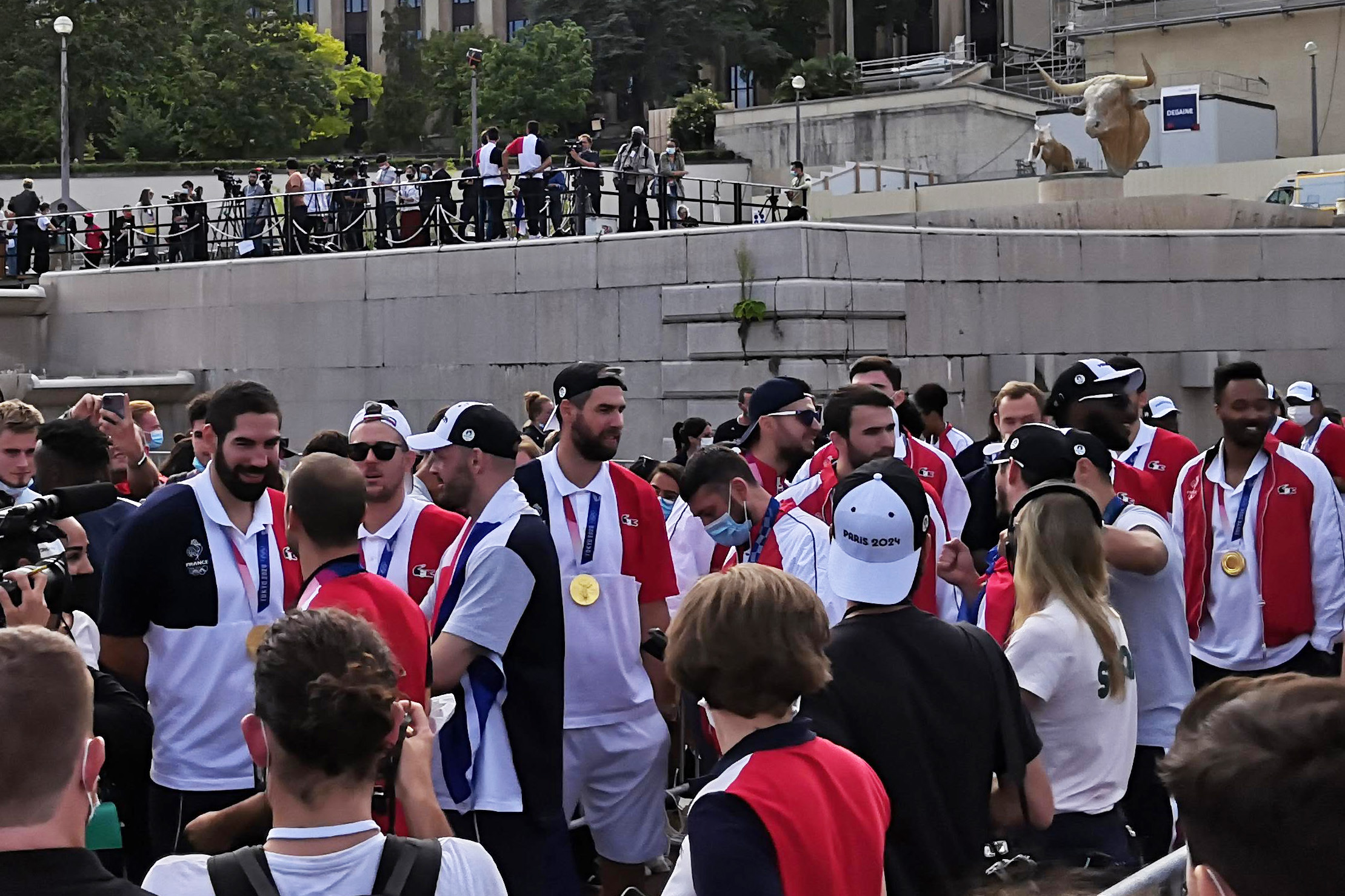
Les handballeurs lors du Retour des medaillés au Trocadéro.

Lors des Jeux olympiques de Tokyo disputés en 2021, les Bleus remportent leurs quatre premiers matches de poule (33-27 face à l'Argentine, 34-29 devant le Brésil, 30-29 face à l'Allemagne, 36-31 contre l'Espagne) puis sont battus par la Norvège 29 à 32, terminant malgré tout en tête de son groupe. En quarts de finale, ils éliminent facilement le Bahreïn 42 à 28, puis se qualifient pour leur quatrième finale olympique consécutive en battant l'Égypte 27 à 23 en demi-finale, où c'est notamment le gardien Vincent Gérard qui se distingue avec un total de 17 arrêts. En finale, le 7 août 2021, les Français ne sont pas favoris contre le Danemark, tenant du titre olympique et double champion du monde en titre. Mais au terme d'un match maitrisé, les Français s'imposent sur le score de 25 à 23 et obtiennent ainsi le troisième titre olympique de leur histoire. Michaël Guigou, Nikola Karabatic et Luc Abalo deviennent ainsi triples champions olympiques, ayant participé à toutes les conquêtes de l'équipe de France aux Jeux depuis 2008.

### Objectif Paris 2024
| Compétition            | Résultat  |
| ---------------------- | --------- |
| Euro 2022 (Détails)    | 4e place  |
| Mondial 2023 (Détails) | Finaliste |
| Euro 2024 (Détails)    | Vainqueur |
| JO 2024 (Détails)      | 8e place  |

C'est ainsi avec un nouveau statut que les Français débutent l'Euro 2022. Les quatre premiers matchs se déroulent sans accroc (victoires face à la Croatie 27-22, l'Ukraine 36-23, la Serbie 29-25 et les Pays-Bas 34-24), mais la France passe totalement à côté de son sujet face à l'Islande (21-29). Si les Islandais se loupent lors de leur match suivant et ne condamnent pas les Français à l'exploit, les Bleus ne doivent pas perdre face au Danemark (déjà qualifié) s'ils veulent aller en demi-finale. Malmenés pendant trois quarts d'heure avec un débours de quatre buts à combler, les Bleus ont puisé dans des ressources inespérées pour accrocher la victoire (30-29) et une place en demi-finale. Opposés à la Suède, les Français débutent parfaitement le match (6-2 à la 8e minute) mais ce sont les Suédois qui sont en tête à la pause (14-17). L'écart oscille entre 2 et 4 buts avant que la septième réalisation d'Aymeric Minne ne permette à la France de revenir à un but à la 56e minute. Mais un carton rouge de Porte et deux arrêts de Palicka sur Fabregas plus tard, ce sont bien les Suédois qui filent en finale (33-34). Dans le match pour la troisième place, la France retrouve le Danemark, surpris par l'Espagne. Après une semaine d'isolement dû à un test positif au Covid, Kentin Mahé fait un gros retour et permet aux Bleus de faire la course en tête la majeure partie de la rencontre. Mais aucune équipe ne parvient à faire l'écart. Si Dika Mem réussissait à envoyer les deux équipes en prolongation en égalisant à 13 secondes de la fin du temps réglementaire (29-29), les Danois gèrent mieux cette prolongation et laissent les Français au pied du podium.
Au Mondial 2023, après avoir buté deux fois en demi-finales lors de deux des trois précédentes compétitions, les Bleus visent « le titre, pas une place d'honneur », annonce Guillaume Gille avant de jouer le match d'ouverture face à la Pologne, co-organisateur avec la Suède. Face à près de 10 000 spectateurs, les deux équipes sont au coude à coude à dix minutes de la fin (21-21), mais les Bleus enchainent un 3-0 pour s'imposer de deux buts (26-24). Après la formalité saoudienne (41-23) se présente la Slovénie, dominés avec autorité (35-31). La France arrive ainsi avec le plein de points à un tour principal avec un intérêt finalement moindre : deux victoires faciles face au Monténégro (35-24) puis à l'Iran (41-29) mènent à une "finale" de groupe sans enjeu face à l'Espagne, également déjà qualifiée pour les quarts de finale (28-26). Après une première mi-temps éprouvante face à une Allemagne portée par son gardien Andreas Wolff à 50% d'arrêts (16-16), c'est notamment Rémi Desbonnet, auteur de sept arrêts sur huit tirs en début de deuxième mi-temps, qui conduit à la qualification en demi-finale (30-25). Se présente alors la Suède, bourreau des Bleus à ce même stade de la compétition lors du Mondial 2021 et de l'Euro 2022, portée par les plus de 19 000 spectateurs de la Tele2 Arena mais orpheline de son maître à jouer, Jim Gottfridsson. Menant de bout en bout, grâce notamment à la solidité de sa défense et à l'activité offensive de son demi-centre Nedim Remili, la France prend sa revanche (31-26) et retrouve en finale le... Danemark. Après avoir été menés de cinq buts, les Tricolores parviennent à recoller au score (16-16) au retour des vestiaires, mais les arrières Simon Pytlick (9 buts), Mathias Gidsel (6 buts) et Rasmus Lauge (10 buts) se sont régalés de la défense française : net vainqueur 34 à 29, le Danemark réalise un triplé inédit. Vingt ans après sa première finale, la France de Ludovic Fabregas et Nedim Remili, tous deux élus dans l'équipe-type, remporte sa deuxième médaille d'argent mondiale.
À l'Euro 2024, après un deuxième match de poule difficile face à la Suisse conclu par un match nul 26-26, les Bleus s'imposent 33-30 face à l'Allemagne qui évoluait pourtant à domicile. Qualifiée pour le tour principal, la France remporte ses quatre matchs face à la Croatie, l'Islande, l'Autriche et enfin la Hongrie. En demi-finale face à la Suède, alors qu’ils étaient menés d’un but (26-27) sur le buzzer de la fin du match, les Bleus ont eu le droit à un ultime jet franc, à 9 mètres des buts scandinaves. Seul face au mur suédois, Elohim Prandi parvient à se décaler pour tromper Andreas Palicka et arracher la prolongation, finalement remportée 7-3. Opposé une nouvelle fois au Danemark en finale, une nouvelle prolongation est nécessaire pour départager les deux équipes, à nouveau en faveur de la France (33-31, score final). Il s'agit du quatrième titre de champion d'Europe pour la France et pour Nikola Karabatic, déjà vainqueur à l'Euro 2006. Deux joueurs sont distingués à l'issue de la compétition : Ludovic Fabregas est élu meilleur pivot et Nedim Remili meilleur joueur.
Pour la dernière compétition de Nikola Karabatic, la France, tenante du titre et favorite à domicile après sa victoire à l'Euro 2024, rate « ses » Jeux olympiques, étant éliminée dès les quarts de finale après une compétition très poussive. Pourtant, lors du tirage au sort le 16 avril 2024, la France, en tant que pays organisateur, a le droit de choisir son groupe préliminaire au sein de son pot qui est la dernier à être tiré au sort,. Si le staff de l'Équipe de France féminine choisit d'éviter les grandes favorites Norvégiennes, le staff de l'Équipe de France masculine choisit la stratégie opposée qui la voit débuter la compétition face au Danemark, triple champion du monde en titre et autre grand favori de la compétition,.
C'est donc par un remake des finales des JO de Tokyo en 2021, du Mondial 2023 et de l'Europe 2024 que débute le tournoi olympique. Les Bleus commencent parfaitement leur match (9-4, 12e) grâce notamment aux arrêts de Vincent Gérard et aux performances de Nedim Remili en attaque. Mais notamment à cause de l'entrée de Niklas Landin Jacobsen (45% d'arrêts au final), le Danemark revient rapidement dans le match et c'est finalement la France qui court après le score. Si tout reste ouvert à l'entrée du money-time (25-26 à la 46e minute), les Bleus, martyrisés par Mathias Gidsel et Simon Pytlick (11 buts chacun), sont sèchement battus 29 à 37. Pour le deuxième match, la Norvège, bien moins tranchante depuis ses deux finales mondiales en 2017 et 2019, semble être un adversaire à sa mesure pour se relancer. Mais hormis les dix premières minutes (2-4), le match est ensuite à sens unique en faveur de la Norvège qui s'impose nettement 27 à 22. Dika Mem est un des rares à surnager (10/12) dans un collectif bleu en berne offensivement (52% d'efficacité au tir).

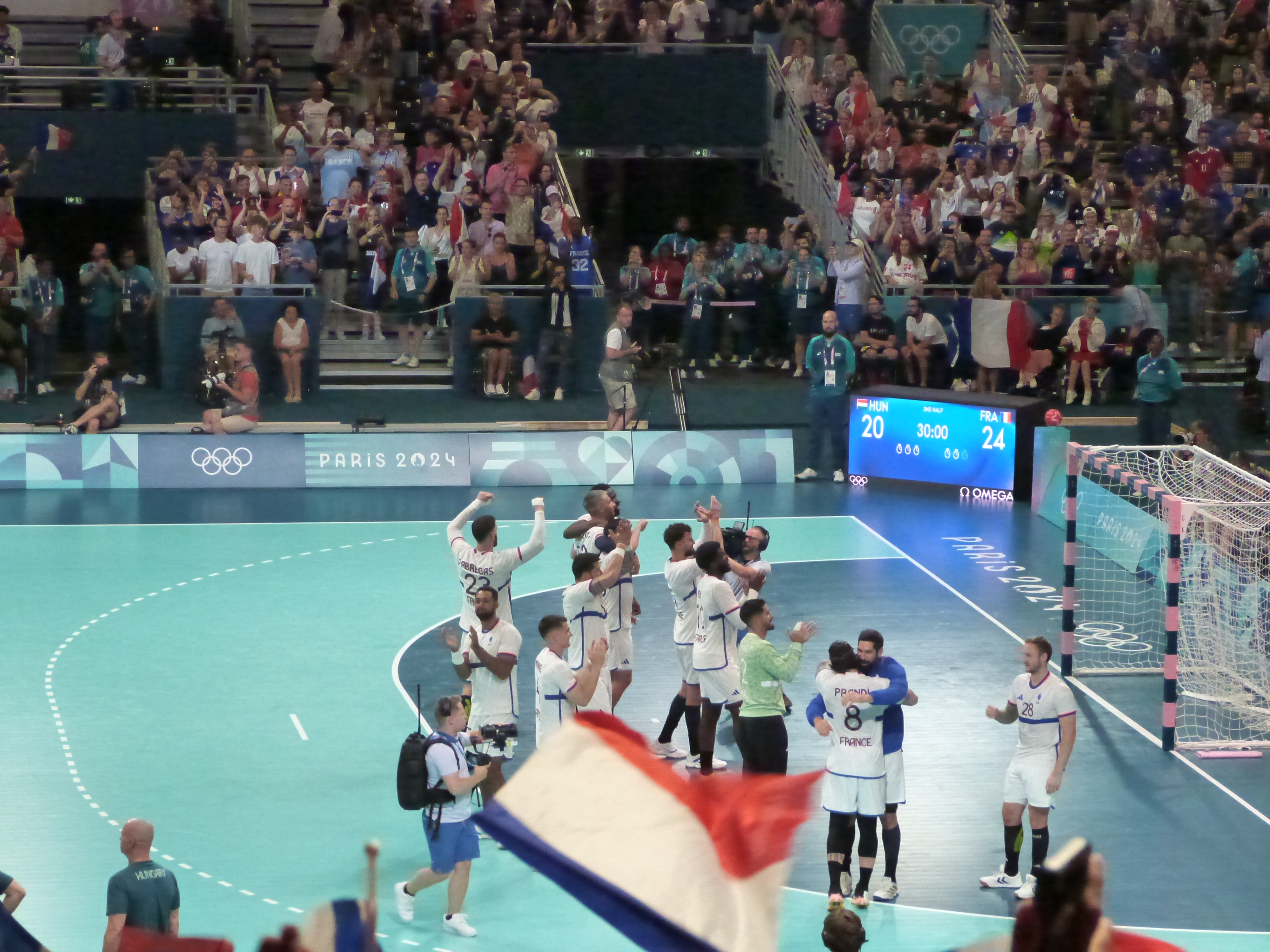
Les Bleus se congratulent après leur victoire face à la Hongrie aux Jeux olympiques de Paris 2024.

Au pied du mur face à une Égypte en forte progression depuis plusieurs années, les Bleus, fébriles, ont multiplié les pertes de balle et les oublis en défense. Menés 15-11 à la pause, les Bleus parviennent à revenir au score, mais les Égyptiens n'ont pas abdiqué et prennent de deux buts à cinq minutes de la fin. Un but de Ludovic Fabregas sur une Elohim Prandi dans les dernières secondes permet à la France d'arracher un match nul. Vêtue d'une inhabituelle tenue de couleur rose, la France a montré un bien meilleur visage contre la modeste Argentine pour s'imposer (28-21) grâce notamment à un début de match tonitruant de Vincent Gérard qui a détourné les sept premiers tirs argentins (7-0 après dix minutes de jeu). Le dernier match de poule contre la Hongrie est ainsi un véritable huitième de finale : malgré une avance de trois buts à la pause, les Bleus retombent dans leurs travers et encaissent un 8-2 et se retrouvent menés de deux buts à quinze minutes du terme, avant de renverser la situation pour finalement s'imposer de quatre buts (24-20). 
En quart de finale devant les 27 000 spectateurs du Stade Pierre-Mauroy se présente alors une Allemagne qui n'a battu la France qu'une fois en match officiel depuis la demi-finale maudite du Mondial 2007. La France réussit une entame de match idéale (10-7 à la 13e minute) et porte son avance à six buts juste après la mi-temps. Mais les Allemands n'ont rien lâché, égalisant (25-25, 47e) puis passant devant (25-26, 50e). De nouveau arrêts de Vincent Gérard (24 arrêts à 42% au total) et le dixième but de Dika Mem permet aux Français de reprendre deux buts d'avance. À sept secondes de la fin du match, avec un but d'avance et la possession de balle, la qualification tend les bras à la France mais Dika Mem se fait intercepter la balle et Renārs Uščins égalise sur la sirène (29-29). Malgré quatre buts d'Hugo Descat lors de la prolongation, c'est Uščins, pour la quatorzième fois, qui inscrit le but décisif pour la victoire allemande : grosse désillusion pour les Bleus et en particulier pour Nikola Karabatic et Vincent Gérard qui disputent là le dernier match de leur carrière et pour Valentin Porte qui prend sa retraite internationale.

### L'après Karabatic
| Compétition            | Résultat |
| ---------------------- | -------- |
| Mondial 2025 (Détails) | Bronze   |
| Euro 2026 (Détails)    | à venir  |

Contrairement à son frère Nikola, Luka Karabatic décide de poursuivre l'aventure en Bleu mais il cède son capitanat à Ludovic Fabregas en novembre puis annonce sa retraite internationale peu après une ultime médaille bronze remportée au Mondial 2025. Lors de cette compétition, après deux phases de groupes parfaites (6 victoires en 6 matchs par au moins 7 buts d'écarts), l'Égypte est écartée en quart de finale grâce à but à la dernière seconde de Luka Karabatic. Dans une Arena Zagreb acquise à sa cause, la Croatie fait exploser les Français en demi-finale (18-9 à la 27e minute) et contrôle le retour de la France qui reste tout le match à 3 ou 4 buts derrière (31-28 score final). Pour la première fois à ce niveau, le Portugal aura défendu chèrement sa peau dans le match pour la troisième place, finalement remportée par les Bleus au bout du suspense (35-34) : c'est ainsi la quinzième fois lors des dix-sept derniers Championnats du monde que la France termine parmi les quatre premiers.

## Résultats sportifs

### Titres et trophées
L'équipe de France de handball est la seule équipe de handball à avoir remporté quatre grandes compétitions d'affilée (Jeux olympiques en 2008, Championnat du monde en 2009, Championnat d'Europe en 2010 et Championnat du monde en 2011). Puis en remportant les Jeux olympiques en 2012, elle devient aussi la première équipe masculine de handball à conserver son titre olympique. Seul l'échec à l'Championnat d'Europe en 2012 l'empêche de réaliser l' "Olympiade d'or", à savoir remporter tous les titres entre deux jeux olympiques également remportés. 
Elle devient en 2008 la quatrième équipe française de sport collectif à être sacrée championne olympique, après l'équipe de rugby à XV en 1900, l'équipe de water-polo en 1924 et l'équipe de football en 1984.
En 2017, elle devient la première sélection sextuple championne du monde, et ce en vingt-et-une participations. Cette même année elle devient aussi une des équipes masculines les plus titrées au monde tous sports confondus.
Enfin, elle est la première et à ce jour[Quand ?] la seule de toutes les équipes de sport collectif à avoir détenu simultanément les trois principaux trophées internationaux (Monde, Continent, JO), ce qu'elle a d'ailleurs accompli à deux reprises en 2010, puis en 2015.
| Compétitions majeures | Autres compétitions internationales | Autres tournois |
| --- | --- | --- |
| - Jeux olympiques (3) - Champion : 2008, 2012, 2020 - Finaliste : 2016 - Troisième : 1992 - Championnat du monde (6) - Champion : 1995, 2001, 2009, 2011, 2015, 2017* - Finaliste : 1993, 2023 - Troisième : 1997, 2003, 2005, 2019, 2025* - Championnat d'Europe (4) - Champion : 2006, 2010, 2014, 2024 - Troisième : 2008, 2018 | - World Cup (1) - Vainqueur : 2002 (de) - Troisième : 1996 (de), 2004 (de) - Supercoupe des nations - Finaliste : 1998 (de), 2005 (de) - Goodwill Games (1) - Vainqueur : 1994 - Jeux méditerranéens - Finaliste : 1987, 1993, 2009 - Troisième : 2001 | - Golden League (2) - Vainqueur : 2014, 2018 - Eurotournoi (4) - Vainqueur : 2004, 2008, 2012, 2016 - Challenge Marrane (5) - Vainqueur : 1987, 2000, 2005, 2006, 2007 - Tournoi international de Paris-Bercy (15) - Vainqueur : 1987, 1991, 1994, 1996, 1998, 2001, 2002, 2003, 2005, 2006, 2007, 2008, 2009, 2010, 2011 - Trophée FDJ (2) - Vainqueur : 2011, 2012 - EHF Euro Cup (en) (1) - Vainqueur : 2025 (en) |

* Record

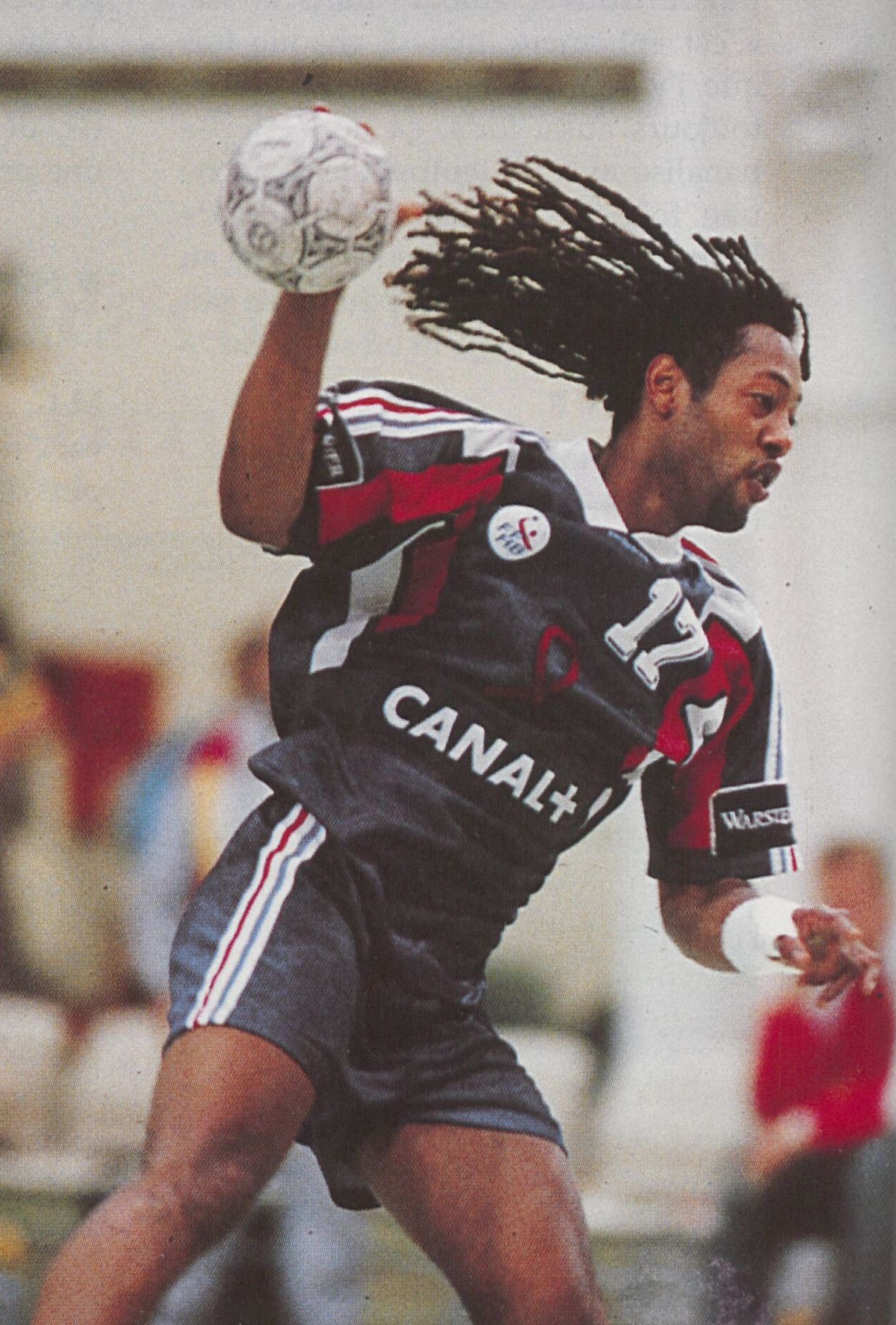
Jackson Richardson, premier français à avoir été élu handballeur mondial de l'année, en 1995.

Plusieurs joueurs français ont été distingués pour leurs performances individuelles, en tant que meilleur joueur, buteur et/ou membre de l'équipe-type d'un tournoi :
| Élu meilleur handballeur de l'année | Élu meilleur joueur ou buteur d'un tournoi |
| --- | --- |
| Meilleur handballeur mondial de l'année (8) : - Jackson Richardson en 1995 - Stéphane Stoecklin en 1997 - Bertrand Gille en 2002 - Nikola Karabatic en 2007, 2014 et 2016 - Thierry Omeyer en 2008 - Daniel Narcisse en 2012 | Meilleur joueur du Championnat du monde (5) : - Jackson Richardson (2) : 1990, 1995 - Nikola Karabatic (2) : 2011, 2017 - Thierry Omeyer (1) : 2015 Meilleur joueur du Championnat d'Europe (4) : - Nedim Remili : 2024 - Nikola Karabatic (2) : 2008 et 2014 - Jackson Richardson (1) : 2000 Meilleur buteur du Championnat d'Europe (1) - 2008 : Nikola Karabatic |
| Élu dans l'équipe-type d'un tournoi | |
| Équipe-type des JO (6 tournois) - 1992 : Denis Lathoud - 1996 (2) : Stéphane Stoecklin, Frédéric Volle - 2008 (3) : Thierry Omeyer, Bertrand Gille, Daniel Narcisse - 2012 (2) : Nikola Karabatic, Thierry Omeyer - 2016 (3) : Nikola Karabatic, Cédric Sorhaindo, Valentin Porte - 2020 (4) : Vincent Gérard, Hugo Descat, Nedim Remili, Ludovic Fabregas Équipe-type du Championnat d'Europe (8 tournois) - 2000 (2) : Jackson Richardson, Patrick Cazal - 2004 : Nikola Karabatic - 2006 : Thierry Omeyer - 2008 : Daniel Narcisse - 2010 (2) : Nikola Karabatic, Luc Abalo - 2014 : Luc Abalo - 2018 : Vincent Gérard - 2024 : Ludovic Fabregas | Équipe-type du Championnat du monde (11 tournois) - 1995 : Jackson Richardson - 1997 : Guéric Kervadec - 2001 : Bertrand Gille - 2003 : Patrick Cazal - 2007 : Nikola Karabatic - 2009 (3) : Nikola Karabatic, Thierry Omeyer, Michaël Guigou - 2011 (2) : Thierry Omeyer, Bertrand Gille - 2015 (2) : Nikola Karabatic, Thierry Omeyer - 2017 (2) : Vincent Gérard, Nedim Remili - 2021 : Ludovic Fabregas - 2023 (2) : Nedim Remili, Ludovic Fabregas - 2025 (1) : Dylan Nahi |

### Parcours en compétition majeure
| Année | Tour                   | Rang                                | J                      | G                      | N                      | P                      | BP                     | BC                     | D                      |
| ----- | ---------------------- | ----------------------------------- | ---------------------- | ---------------------- | ---------------------- | ---------------------- | ---------------------- | ---------------------- | ---------------------- |
| 1972  | non qualifiée          | non qualifiée                       | non qualifiée          | non qualifiée          | non qualifiée          | non qualifiée          | non qualifiée          | non qualifiée          | non qualifiée          |
| 1976  | non qualifiée          | non qualifiée                       | non qualifiée          | non qualifiée          | non qualifiée          | non qualifiée          | non qualifiée          | non qualifiée          | non qualifiée          |
| 1980  | non qualifiée          | non qualifiée                       | non qualifiée          | non qualifiée          | non qualifiée          | non qualifiée          | non qualifiée          | non qualifiée          | non qualifiée          |
| 1984  | non qualifiée          | non qualifiée                       | non qualifiée          | non qualifiée          | non qualifiée          | non qualifiée          | non qualifiée          | non qualifiée          | non qualifiée          |
| 1988  | non qualifiée          | non qualifiée                       | non qualifiée          | non qualifiée          | non qualifiée          | non qualifiée          | non qualifiée          | non qualifiée          | non qualifiée          |
| 1992  | Match pour la 3e place | Médaille de bronze, Jeux olympiques | 7                      | 5                      | 0                      | 2                      | 157                    | 143                    | +14                    |
| 1996  | Match pour la 3e place | 4                                   | 7                      | 4                      | 0                      | 3                      | 190                    | 165                    | +25                    |
| 2000  | Quart de finale        | 6                                   | 6                      | 3                      | 1                      | 2                      | 141                    | 130                    | +11                    |
| 2004  | Quart de finale        | 5                                   | 6                      | 5                      | 0                      | 1                      | 159                    | 134                    | +25                    |
| 2008  | Vainqueur              | Médaille d'or, Jeux olympiques      | 8                      | 7                      | 1                      | 0                      | 228                    | 186                    | +42                    |
| 2012  | Vainqueur              | Médaille d'or, Jeux olympiques      | 8                      | 7                      | 0                      | 1                      | 229                    | 175                    | +54                    |
| 2016  | Finale                 | Médaille d'argent, Jeux olympiques  | 8                      | 6                      | 0                      | 2                      | 241                    | 209                    | +32                    |
| 2020  | Vainqueur              | Médaille d'or, Jeux olympiques      | 8                      | 7                      | 0                      | 1                      | 256                    | 222                    | +34                    |
| 2024  | Quart de finale        | 8                                   | 6                      | 2                      | 1                      | 3                      | 163                    | 166                    | −3                     |
| 2028  | Qualifications à venir | Qualifications à venir              | Qualifications à venir | Qualifications à venir | Qualifications à venir | Qualifications à venir | Qualifications à venir | Qualifications à venir | Qualifications à venir |
| Total | 9/14 (+0/1)            | 3/8                                 | 64                     | 46                     | 3                      | 15                     | 1764                   | 1530                   | +234                   |

| Année  | Tour                                  | Rang                                  | J                                     | G                                     | N                                     | P                                     | BP                                    | BC                                    | D                                     |
| ------ | ------------------------------------- | ------------------------------------- | ------------------------------------- | ------------------------------------- | ------------------------------------- | ------------------------------------- | ------------------------------------- | ------------------------------------- | ------------------------------------- |
| 1994   | Tour principal                        | 6                                     | 5                                     | 2                                     | 1                                     | 2                                     | 123                                   | 120                                   | +3                                    |
| 1996   | Tour principal                        | 7                                     | 5                                     | 3                                     | 0                                     | 2                                     | 130                                   | 120                                   | +10                                   |
| 1998   | Tour principal                        | 7                                     | 5                                     | 1                                     | 1                                     | 3                                     | 110                                   | 125                                   | -15                                   |
| 2000   | Match pour la 3e place                | 4                                     | 7                                     | 4                                     | 1                                     | 2                                     | 173                                   | 164                                   | +9                                    |
| 2002   | Tour principal                        | 6                                     | 6                                     | 3                                     | 2                                     | 1                                     | 152                                   | 136                                   | +16                                   |
| 2004   | Tour principal                        | 6                                     | 6                                     | 3                                     | 0                                     | 3                                     | 163                                   | 154                                   | +9                                    |
| 2006   | Vainqueur                             | Médaille d'or, Europe                 | 8                                     | 7                                     | 0                                     | 1                                     | 243                                   | 192                                   | +51                                   |
| 2008   | Match pour la 3e place                | Médaille de bronze, Europe            | 8                                     | 6                                     | 0                                     | 2                                     | 231                                   | 207                                   | +24                                   |
| 2010   | Vainqueur                             | Médaille d'or, Europe                 | 8                                     | 6                                     | 2                                     | 0                                     | 225                                   | 196                                   | +29                                   |
| 2012   | Tour principal                        | 11                                    | 6                                     | 2                                     | 1                                     | 3                                     | 156                                   | 163                                   | -7                                    |
| 2014   | Vainqueur                             | Médaille d'or, Europe                 | 8                                     | 7                                     | 0                                     | 1                                     | 247                                   | 222                                   | +25                                   |
| 2016   | Match pour la 5e place                | 5                                     | 7                                     | 5                                     | 0                                     | 2                                     | 210                                   | 182                                   | +28                                   |
| 2018   | Match pour la 3e place                | Médaille de bronze, Europe            | 8                                     | 7                                     | 0                                     | 1                                     | 244                                   | 212                                   | +32                                   |
| / 2020 | Tour préliminaire                     | 14                                    | 3                                     | 1                                     | 0                                     | 2                                     | 82                                    | 79                                    | +3                                    |
| / 2022 | Match pour la 3e place                | 4                                     | 9                                     | 6                                     | 0                                     | 3                                     | 278                                   | 248                                   | +30                                   |
| 2024   | Vainqueur                             | Médaille d'or, Europe                 | 9                                     | 8                                     | 1                                     | 0                                     | 306                                   | 270                                   | +36                                   |
| / 2026 | Qualifiée en tant que tenant du titre | Qualifiée en tant que tenant du titre | Qualifiée en tant que tenant du titre | Qualifiée en tant que tenant du titre | Qualifiée en tant que tenant du titre | Qualifiée en tant que tenant du titre | Qualifiée en tant que tenant du titre | Qualifiée en tant que tenant du titre | Qualifiée en tant que tenant du titre |
| Total  | 16/16 (+1/1)                          | 4/16                                  | 108                                   | 70                                    | 9                                     | 29                                    | 3037                                  | 2764                                  | +273                                  |

| Année  | Niv.   | Tour                   | Rang                      | J                      | G                      | N                      | P                      | BP                     | BC                     | D                      |
| ------ | ------ | ---------------------- | ------------------------- | ---------------------- | ---------------------- | ---------------------- | ---------------------- | ---------------------- | ---------------------- | ---------------------- |
| 1938   | -      | non invitée            | non invitée               | non invitée            | non invitée            | non invitée            | non invitée            | non invitée            | non invitée            | non invitée            |
| 1954   | -      | Tour préliminaire      | 6                         | 3                      | 0                      | 1                      | 2                      | 26                     | 61                     | -35                    |
| 1958   | -      | Tour préliminaire      | 9                         | 3                      | 1                      | 0                      | 2                      | 66                     | 57                     | +9                     |
| 1961   | -      | Tour principal         | 8                         | 6                      | 1                      | 0                      | 5                      | 42                     | 73                     | -31                    |
| 1964   | -      | Tour préliminaire      | 14                        | 3                      | 0                      | 0                      | 3                      | 41                     | 64                     | -23                    |
| 1967   | -      | Tour préliminaire      | 10                        | 3                      | 1                      | 0                      | 2                      | 34                     | 41                     | -7                     |
| 1970   | -      | Tour préliminaire      | 12                        | 6                      | 1                      | 0                      | 5                      | 80                     | 105                    | -25                    |
| 1974   | -      | non qualifiée          | non qualifiée             | non qualifiée          | non qualifiée          | non qualifiée          | non qualifiée          | non qualifiée          | non qualifiée          | non qualifiée          |
| B 1977 | 2e     | Tour principal         | 7                         | 5                      | 2                      | 0                      | 3                      | 87                     | 96                     | -9                     |
| 1978   | 1er    | Tour préliminaire      | 16                        | 3                      | 0                      | 0                      | 3                      | 54                     | 97                     | -43                    |
| B 1979 | 2e     | Tour préliminaire      | 12                        | 5                      | 1                      | 0                      | 4                      | 89                     | 110                    | -21                    |
| C 1980 | 3e     | Finale                 | 2                         | 5                      | 3                      | 0                      | 2                      | 125                    | 86                     | +39                    |
| B 1981 | 2e     | Match de classement    | 6                         | 6                      | 3                      | 0                      | 3                      | 118                    | 113                    | +5                     |
| 1982   | 1er    | non qualifiée          | non qualifiée             | non qualifiée          | non qualifiée          | non qualifiée          | non qualifiée          | non qualifiée          | non qualifiée          | non qualifiée          |
| B 1983 | 2e     | Poule de classement    | 8                         | 7                      | 3                      | 1                      | 3                      | 140                    | 141                    | -1                     |
| B 1985 | 2e     | Tour principal         | 11                        | 7                      | 2                      | 1                      | 4                      | 166                    | 168                    | -2                     |
| 1986   | 1er    | non qualifiée          | non qualifiée             | non qualifiée          | non qualifiée          | non qualifiée          | non qualifiée          | non qualifiée          | non qualifiée          | non qualifiée          |
| C 1986 | 3e     | Finale                 | 1                         | 6                      | 6                      | 0                      | 0                      | 165                    | 105                    | +60                    |
| B 1987 | 2e     | Tour principal         | 8                         | 7                      | 2                      | 1                      | 4                      | 149                    | 175                    | -26                    |
| B 1989 | 2e     | Tour principal         | 5                         | 7                      | 5                      | 0                      | 2                      | 153                    | 126                    | +27                    |
| 1990   | 1er    | Tour principal         | 9                         | 6                      | 2                      | 1                      | 3                      | 138                    | 138                    | 0                      |
| 1993   | -      | Finale                 | Médaille d'argent, monde  | 6                      | 4                      | 0                      | 2                      | 134                    | 131                    | +3                     |
| 1995   | -      | Vainqueur              | Médaille d'or, monde      | 9                      | 7                      | 0                      | 2                      | 218                    | 185                    | +33                    |
| 1997   | -      | Match pour la 3e place | Médaille de bronze, monde | 9                      | 7                      | 0                      | 2                      | 223                    | 206                    | +17                    |
| 1999   | -      | Quart de finale        | 6                         | 9                      | 6                      | 0                      | 3                      | 242                    | 211                    | +31                    |
| 2001   | -      | Vainqueur              | Médaille d'or, monde      | 9                      | 9                      | 0                      | 0                      | 233                    | 172                    | +61                    |
| 2003   | -      | Match pour la 3e place | Médaille de bronze, monde | 10                     | 8                      | 0                      | 2                      | 286                    | 218                    | +68                    |
| 2005   | -      | Match pour la 3e place | Médaille de bronze, monde | 10                     | 6                      | 2                      | 2                      | 301                    | 240                    | +61                    |
| 2007   | -      | Match pour la 3e place | 4                         | 10                     | 6                      | 0                      | 4                      | 300                    | 243                    | +57                    |
| 2009   | -      | Vainqueur              | Médaille d'or, monde      | 10                     | 9                      | 0                      | 1                      | 296                    | 211                    | +85                    |
| 2011   | -      | Vainqueur              | Médaille d'or, monde      | 10                     | 9                      | 1                      | 0                      | 327                    | 245                    | +82                    |
| 2013   | -      | Quart de finale        | 6                         | 7                      | 5                      | 0                      | 2                      | 207                    | 182                    | +25                    |
| 2015   | -      | Vainqueur              | Médaille d'or, monde      | 9                      | 8                      | 1                      | 0                      | 259                    | 215                    | +44                    |
| 2017   | -      | Vainqueur              | Médaille d'or, monde      | 9                      | 9                      | 0                      | 0                      | 282                    | 218                    | +64                    |
| / 2019 | -      | Match pour la 3e place | Médaille de bronze, monde | 10                     | 7                      | 1                      | 2                      | 278                    | 251                    | +27                    |
| 2021   | -      | Match pour la 3e place | 4                         | 9                      | 7                      | 0                      | 2                      | 267                    | 250                    | +17                    |
| / 2023 | -      | Finale                 | Médaille d'argent, monde  | 9                      | 8                      | 0                      | 1                      | 301                    | 245                    | +56                    |
| / 2025 | -      | Match pour la 3e place | Médaille de bronze, monde | 9                      | 8                      | 0                      | 1                      | 316                    | 246                    |                        |
| 2027   | -      | Qualifications à venir | Qualifications à venir    | Qualifications à venir | Qualifications à venir | Qualifications à venir | Qualifications à venir | Qualifications à venir | Qualifications à venir | Qualifications à venir |
| Total* | Total* | 25/29 (+0/1)           | 6/22                      | 187                    | 129                    | 7                      | 51                     | 4851                   | 4305                   | +646                   |

### Statistiques de l'équipe de France
La première rencontre de l'équipe de France s'est jouée le 27 février 1952 à Bâle contre la Suisse.
La plus large victoire a eu lieu le 29 juin 2009 lors d'une victoire 58 à 4 face à l'Albanie, lors des Jeux méditerranéens 2009.

### Distinctions
- L'équipe de France a été distinguée à trois reprises par l'Académie des sports[59] :
  - Prix de la meilleure équipe en 1995  (1er titre mondial),
  - Prix Rodocanachi en 2008  (1er titre olympique),
  - Grand Prix Serge Kampf en 2017 (6e titre mondial), conjointement avec l'équipe de France féminine (2e titre mondial).
- Elle est élue Sportif français de l'année 2010 par les auditeurs de Radio France en février 2011.
- En novembre 2015, l'équipe de France de 1995 figure au sein de la promotion 2015 des Gloires du sport.

## Infrastructures

### Maison du Handball
En mars 2011 est signé un protocole entre la Fédération française de handball et le syndicat du Stade olympique Yves-du-Manoir pour que soit installé en 2016 le centre national du handball, également appelé maison du handball, comprenant le siège de la FFHB, une résidence pour les équipes de France masculines et féminines, des installations d'entraînement ainsi qu'un centre de formation,.
La livraison devait avoir lieu en 2016 pour que cet équipement soit pleinement opérationnel lors du Championnat du monde masculin, organisé par la France en 2017.
L'Aréna, maillon du Centre national de handball, devait être l’outil indispensable au développement du handball moderne, mais également un haut lieu d’activités extra-sportives et culturelles.
Elle devait être composée de deux salles et d’annexes destinées aux différentes catégories d’usagers et d’utilisateurs :
- la salle principale d’une capacité modulable de 5 000 à 8 000 places, a une vocation de salle polyvalente : sports, spectacles, concerts populaires, conventions, meetings ou événements commerciaux ;
- la salle secondaire principalement destinée au « club résident » a une vocation sportive, pour une capacité potentielle de 3 000 places assises en configuration handball. Elle devait servir de salle d’entraînement et d'échauffement pour certaines manifestations de l'Aréna principale et éventuellement de salle d’expositions.

Le projet a été abandonné un temps, avant d'être remis sur le devant de la scène.
C'est finalement à Créteil qu'est construite la Maison du Handball.
La Maison est livrée à l'été 2018.

## Personnalités

### Hall of Fame
En mai 2023, la Fédération française de handball a inauguré un Hall of Fame,. Pour y entrer, il faut avoir atteint au moins un des critères suivants :
- avoir joué ou encadré au moins 200 matchs (voir statistiques) ;
- cumuler les trois titres majeurs : Jeux olympiques (JO), Championnat du monde (CM) et Championnat d'Europe (CE) ;
- avoir été élu meilleur handballeur mondial de l'année (MVP).

Ainsi, 15 personnes sont distinguées :

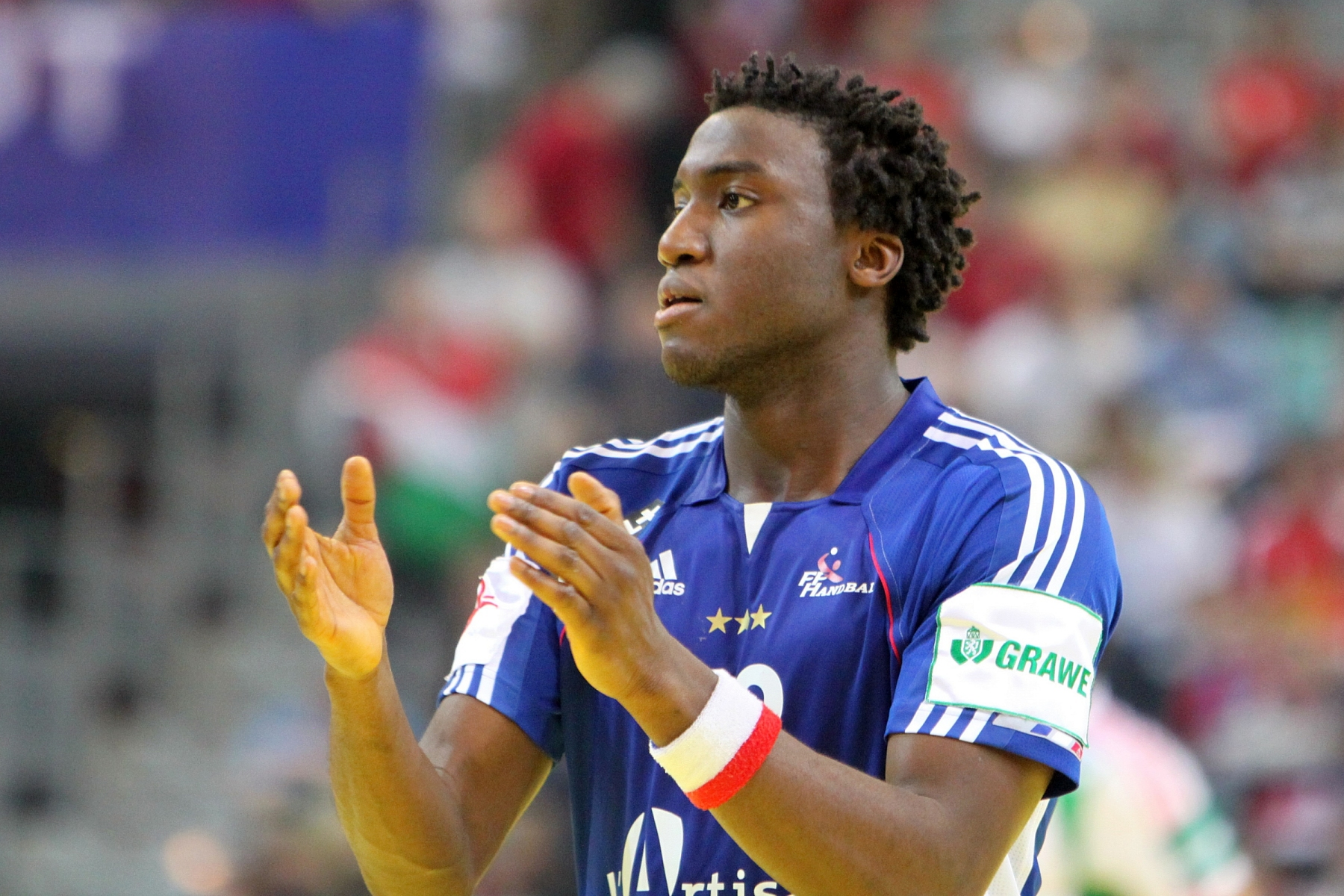
Luc Abalo 289 matchs 3 CE, 3 CM, 3 JO.
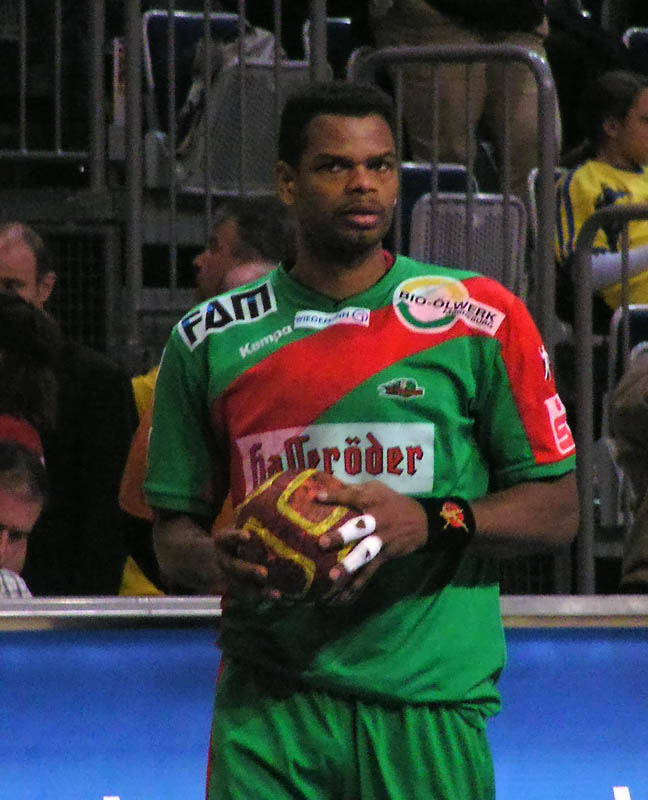
Joël Abati 202 matchs 1 CE, 2 CM, 1 JO.
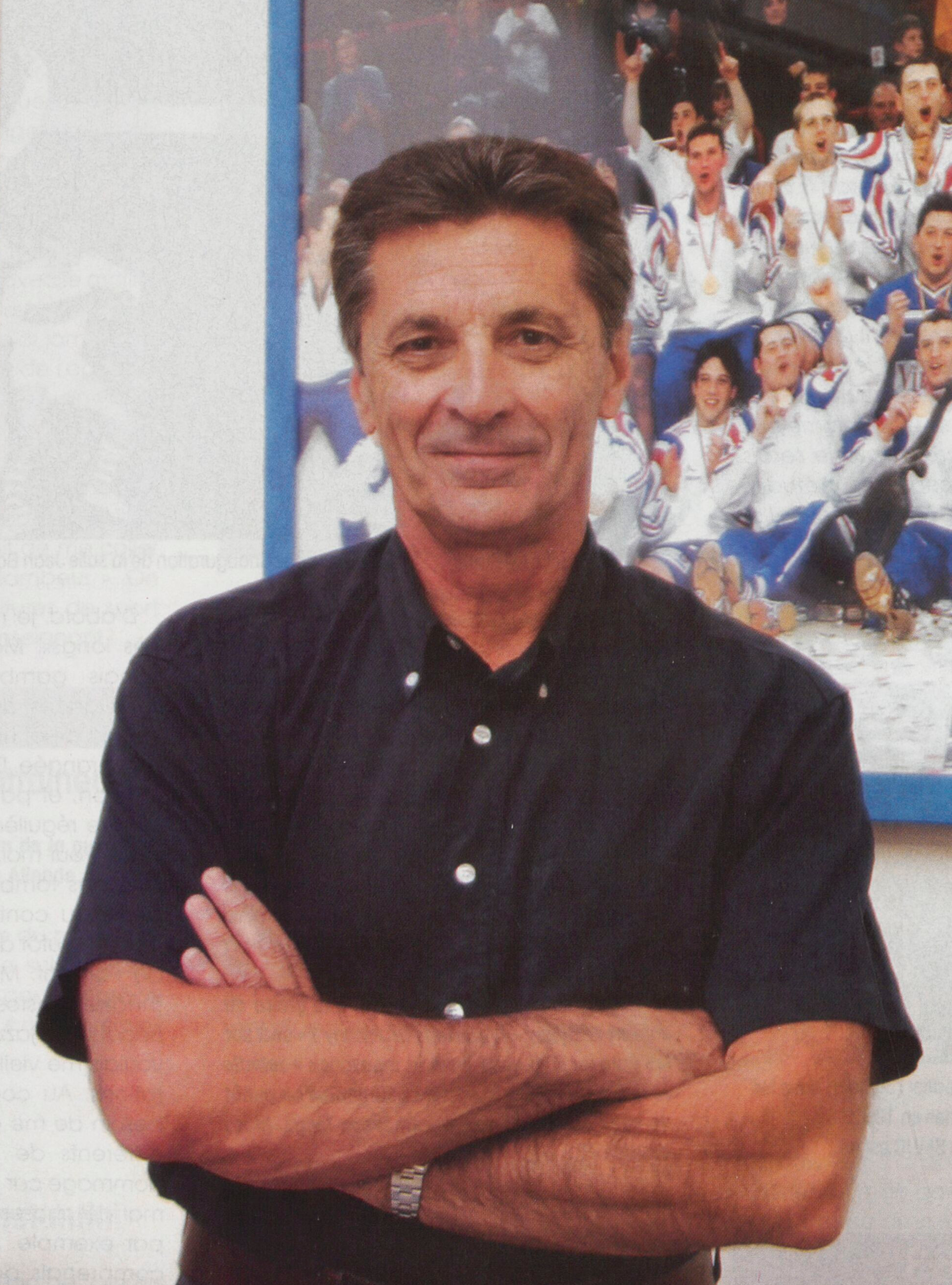
Daniel Costantini 503 matchs en tant que sélectionneur, 5 médailles dont 2 titres.
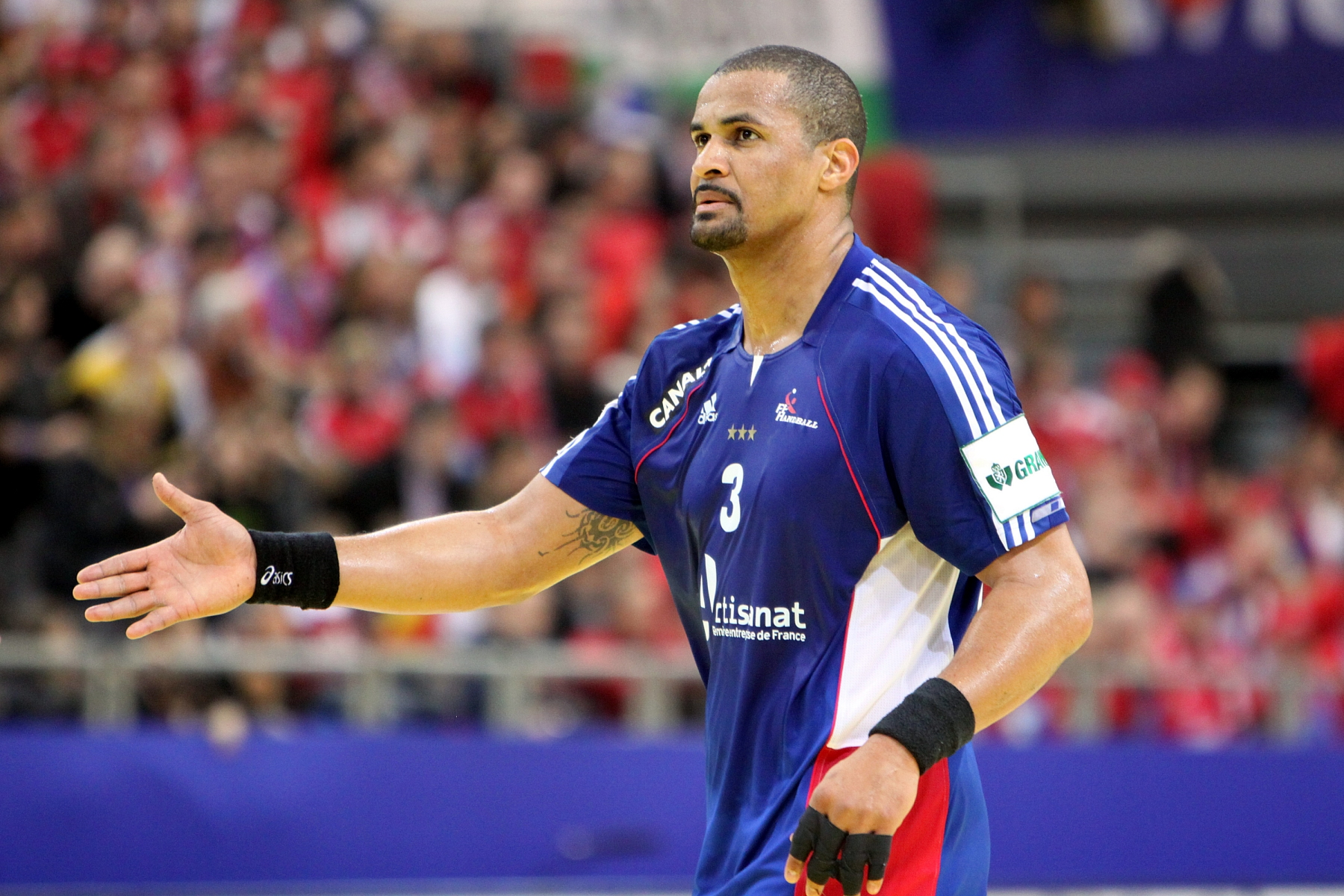
Didier Dinart 379 matchs 2 CE, 3 CM, 2 JO et sélectionneur (2016-2020, 3 médailles dont 1 titre)
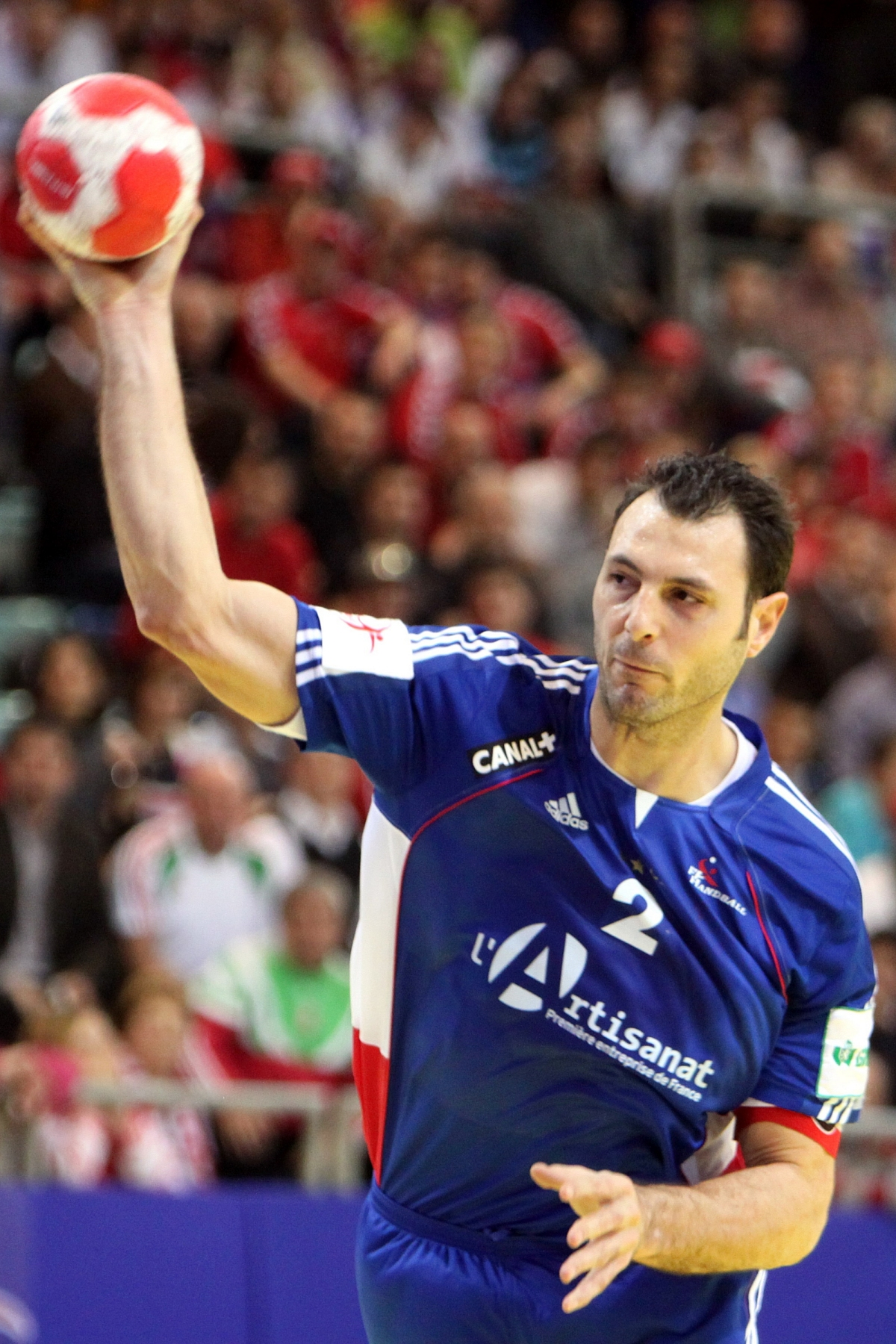
Jérôme Fernandez 390 matchs 3 CE, 4 CM, 2 JO.
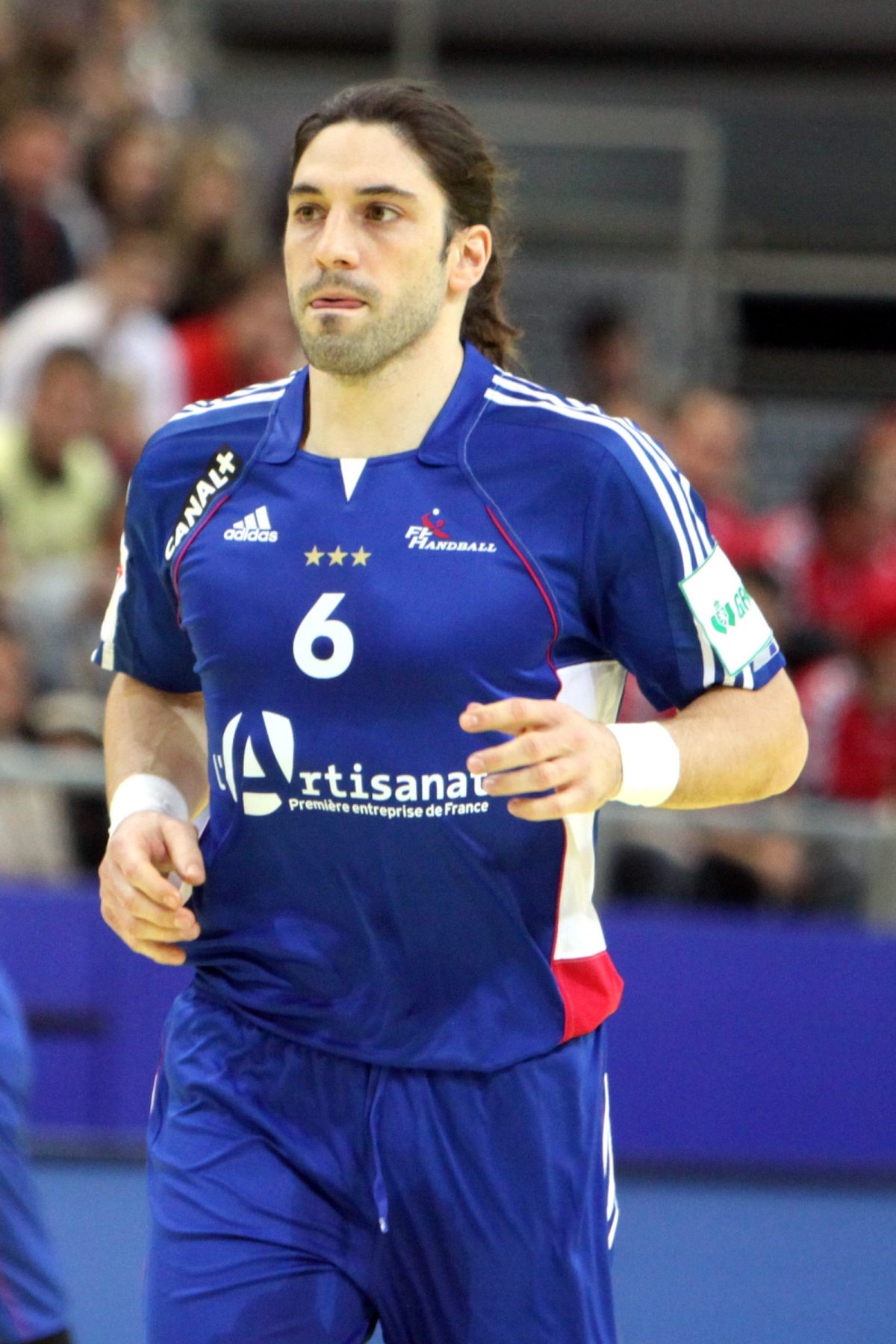
Bertrand Gille 268 matchs 2 CE, 2 CM, 2 JO MVP en 2002.
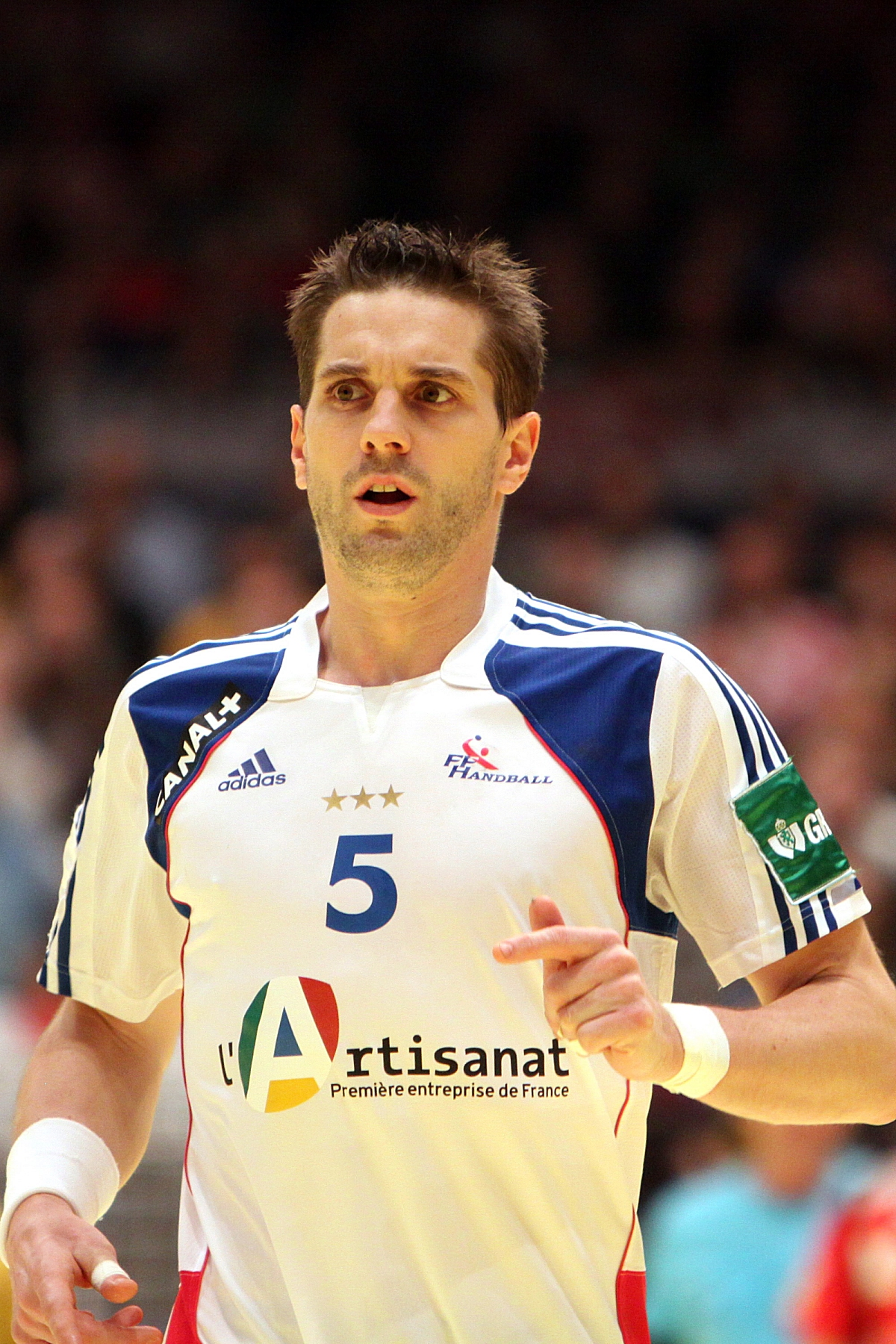
Guillaume Gille 308 matchs 2 CE, 2 CM, 2 JO et sélectionneur (depuis 2020, 4 médailles dont 2 titres)
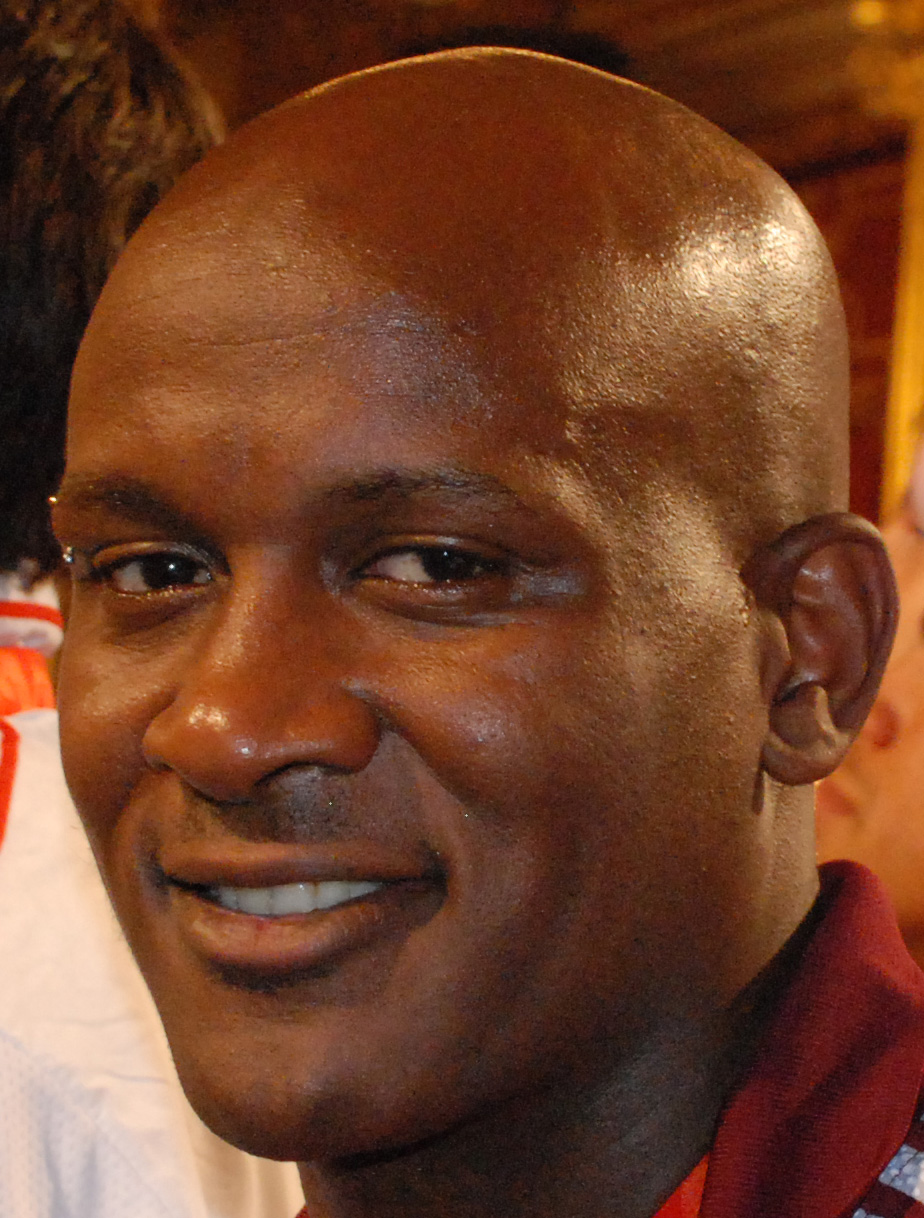
Olivier Girault 243 matchs 1 CE, 1 CM, 1 JO.
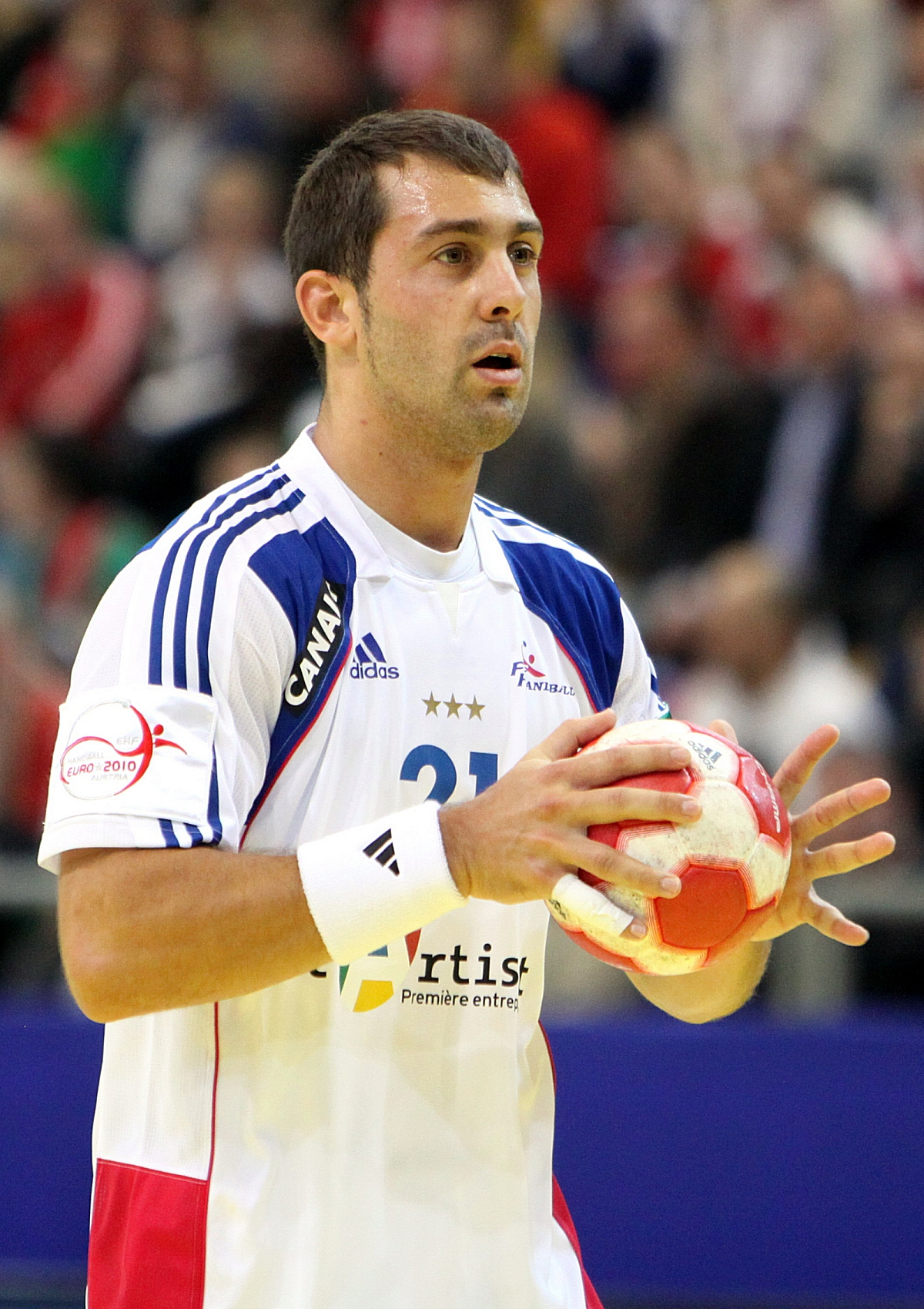
Michaël Guigou 307 matchs 3 CE, 4 CM, 3 JO.
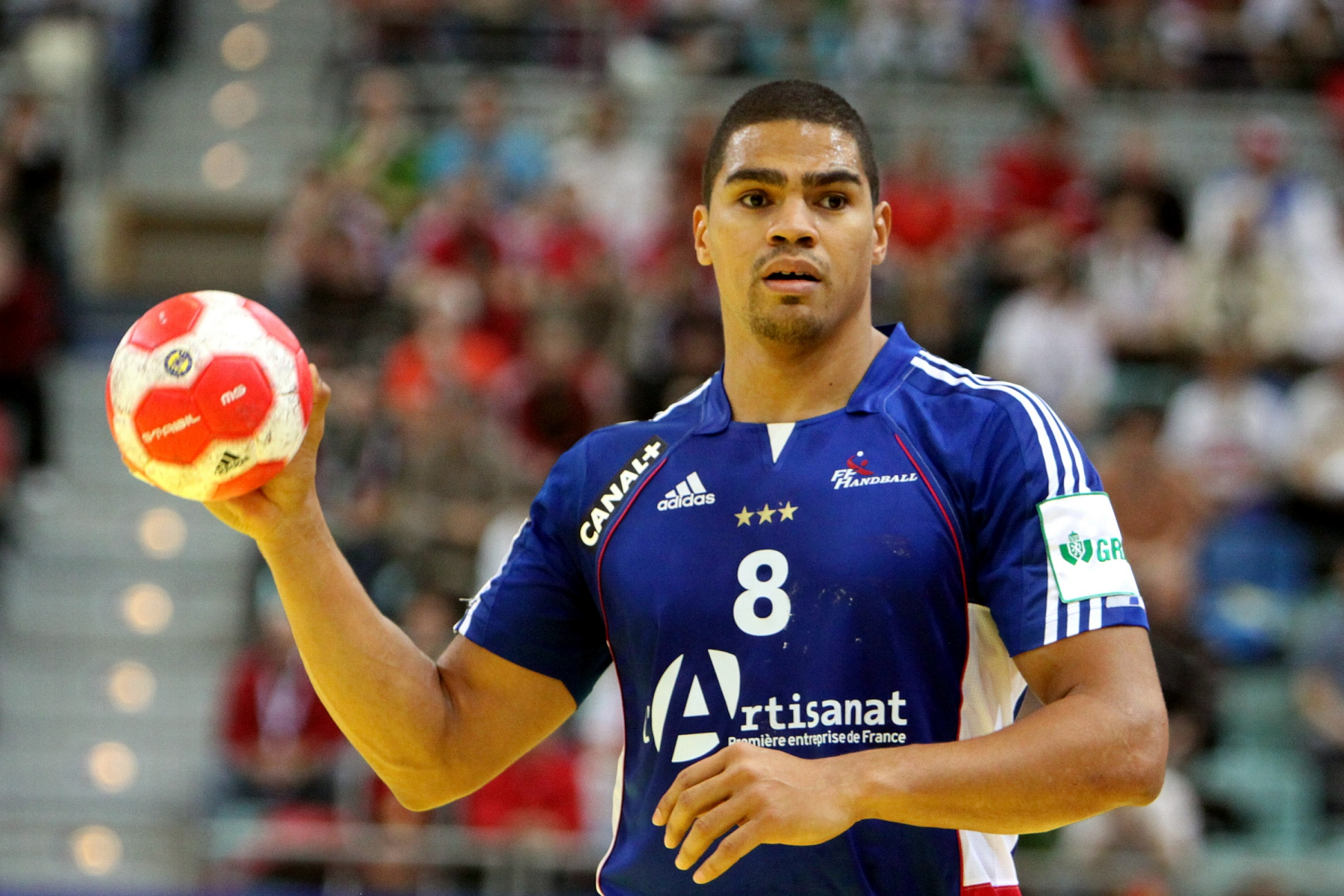
Daniel Narcisse 311 matchs 3 CE, 4 CM, 2 JO MVP en 2012.
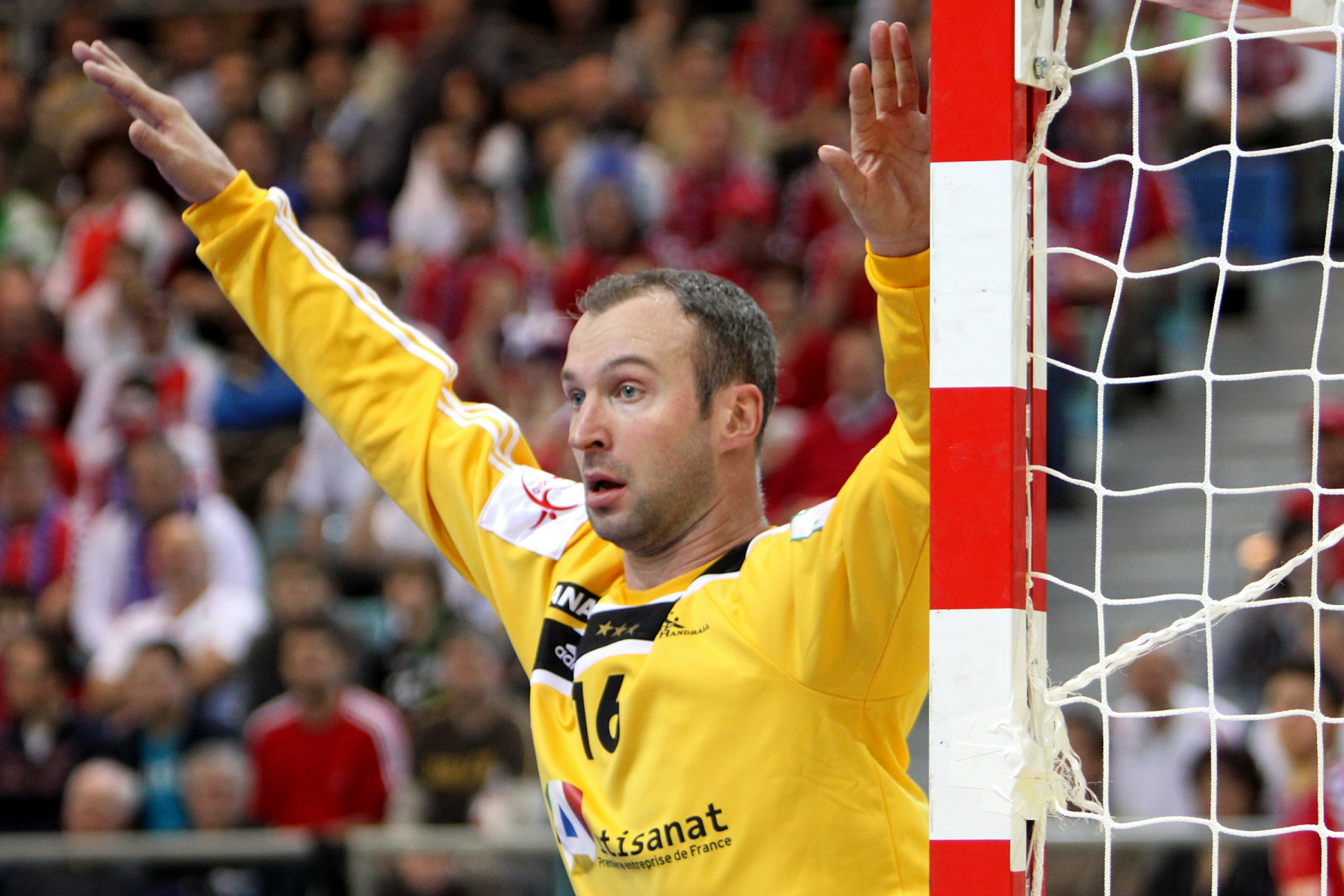
Thierry Omeyer 358 matchs 3 CE, 5 CM, 2 JO MVP en 2008.
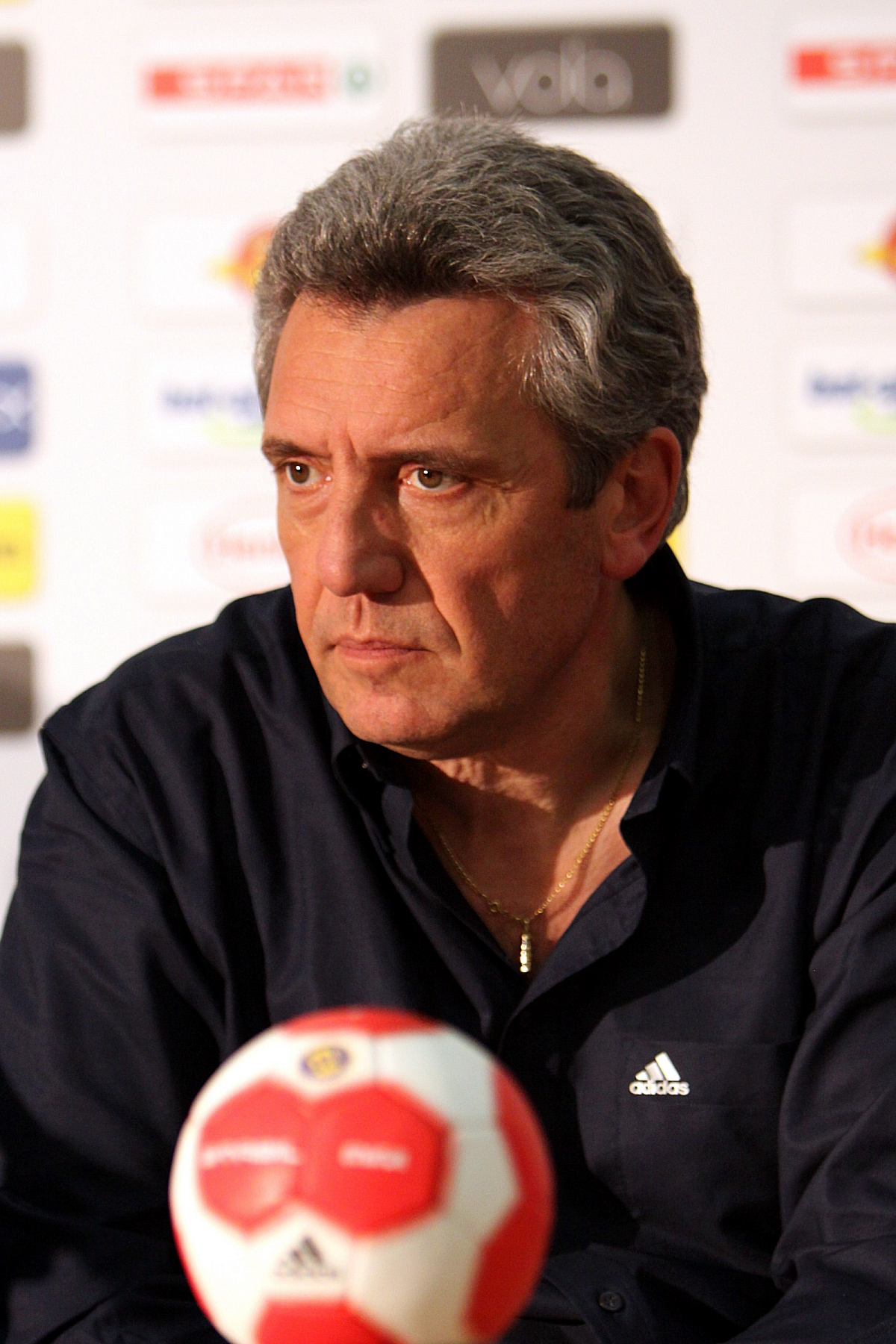
Claude Onesta 384 matchs en tant que sélectionneur (2001-2016), 11 médailles dont 8 titres.
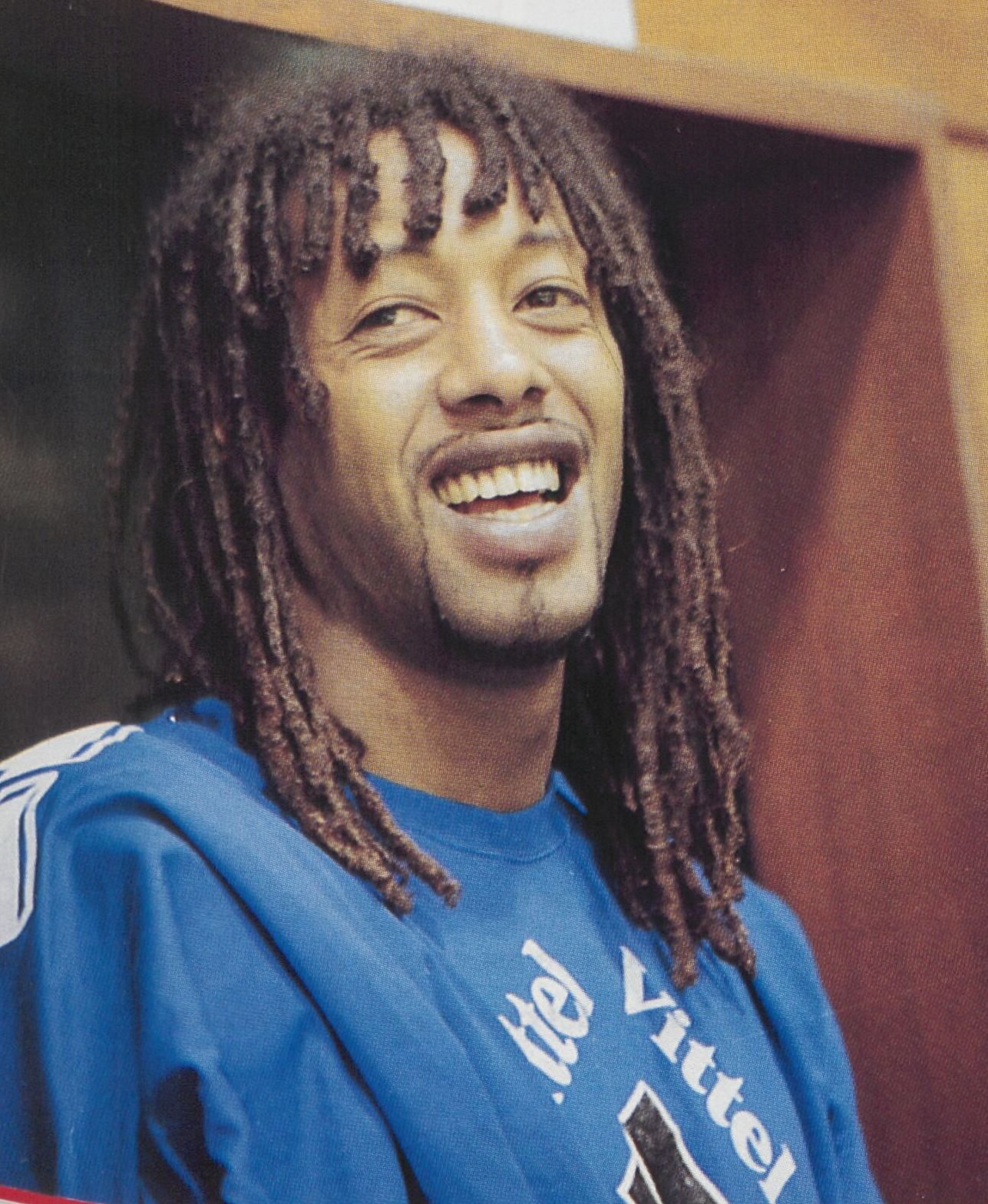
Jackson Richardson 410 matchs 2 CM MVP en 1995.
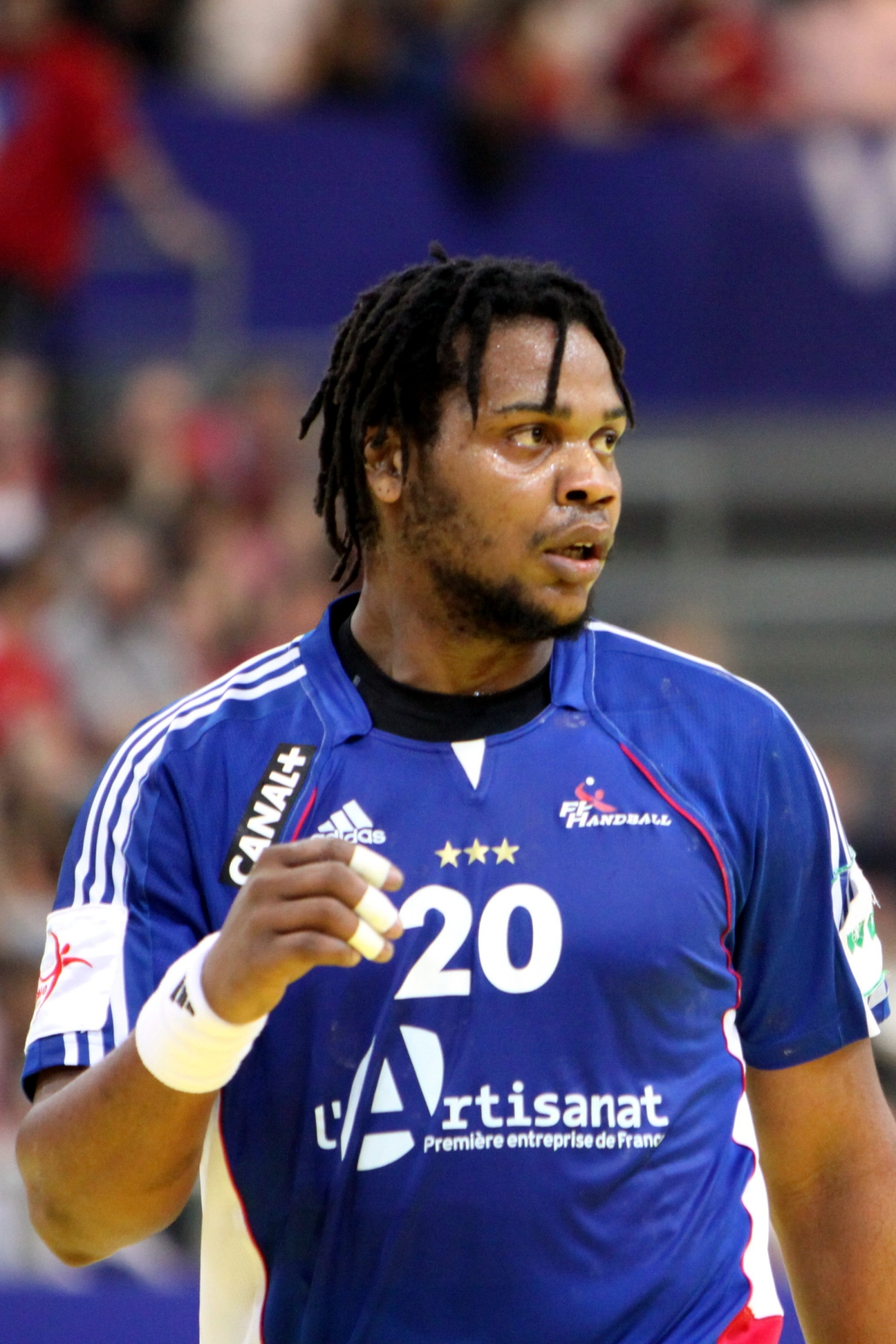
Cédric Sorhaindo 220 matchs 2 CE, 4 CM, 1 JO.
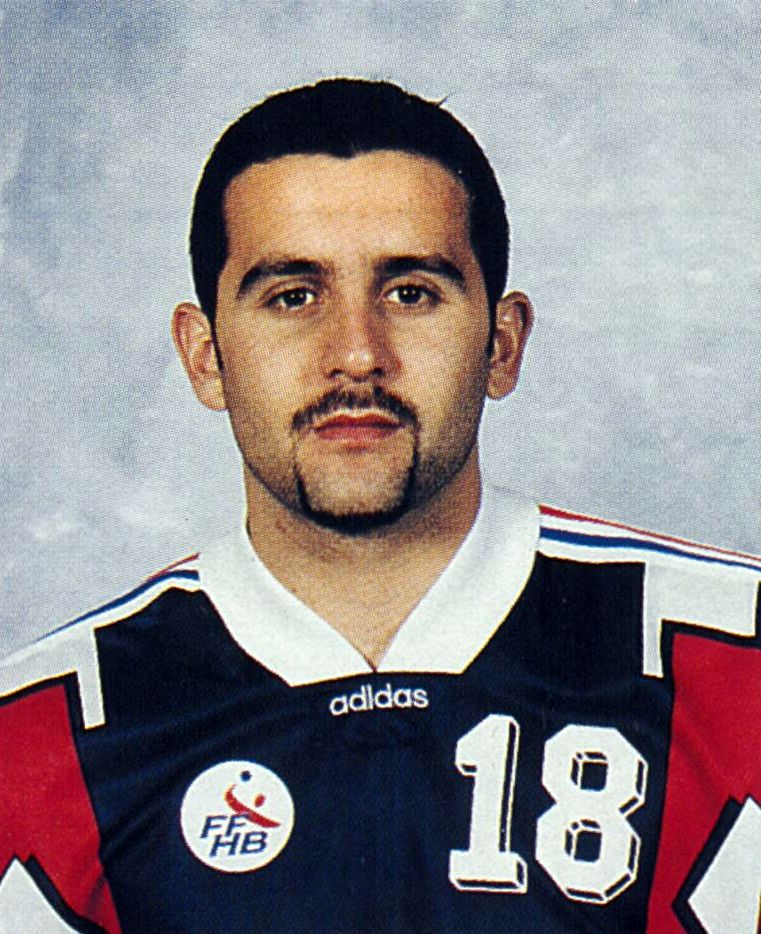
Stéphane Stoecklin 233 matchs 1 CM MVP en 1997.

### Joueurs notables
| Joueur             | Carrière | Carrière | Sél. |
| Joueur             | Début    | Fin      | Sél. |
| ------------------ | -------- | -------- | ---- |
| Jackson Richardson | 1990     | 2005     | 417  |
| Jérôme Fernandez   | 1997     | 2015     | 390  |
| Didier Dinart      | 1996     | 2013     | 379  |
| Nikola Karabatic   | 2002     | 2024     | 362  |
| Thierry Omeyer     | 1999     | 2017     | 358  |
| Daniel Narcisse    | 2000     | 2017     | 311  |
| Guillaume Gille    | 1996     | 2012     | 308  |
| Michaël Guigou     | 2002     | 2021     | 307  |
| Philippe Gardent   | 1983     | 1995     | 298  |
| Pascal Mahé        | 1984     | 1996     | 297  |

| Joueur                              | Carrière | Carrière | Buts | Moy. |
| Joueur                              | Début    | Fin      | Buts | Moy. |
| ----------------------------------- | -------- | -------- | ---- | ---- |
| Jérôme Fernandez                    | 1997     | 2015     | 1463 | 3,75 |
| Nikola Karabatic                    | 2002     | 2024     | 1302 | 3,60 |
| Michaël Guigou                      | 2002     | 2021     | 1021 | 3,36 |
| Frédéric Volle                      | 1987     | 1996     | 1016 | 4,21 |
| Daniel Narcisse                     | 2000     | 2017     | 943  | 3,03 |
| Stéphane Stoecklin                  | 1990     | 1999     | 898  | 3,77 |
| Luc Abalo                           | 2005     | 2021     | 859  | 3,00 |
| Bertrand Gille                      | 1997     | 2013     | 806  | 3,01 |
| Jackson Richardson                  | 1990     | 2005     | 787  | 1,88 |
| Pascal Mahé                         | 1984     | 1996     | 739  | 2,49 |
| Dernière mise à jour : 02 août 2024 |          |          |      |      |

Les tableaux ci-contre listent les joueurs ayant marqué le plus de buts ainsi que ceux ayant à leur compte le plus de sélections en équipe nationale. En gras, les joueurs encore en activité.

### Grands joueurs d'hier et d'aujourd'hui
- Années 1950 : Maurice Chastanier (53 sélections), Marcel Gaudion (1er capitaine de l'équipe de France à 7) (22 sélections)
- Années 1960 : Jean-Pierre Etcheverry (89), Jean Férignac (101), René Richard (83), Jean-Louis Silvestro (52), Jean-Michel Germain (24)
- Années 1970 : Joseph Alaimo (52), Guy Channen (80), Claude Galland (75), Jean-Louis Legrand (77), Gilles Meyer (79), Alain Nicaise (90), Gérard Roussel (74), André Sellenet (101), Bernard Sellenet (104), Francis Varinot (121)
- Années 1980 : Patrick Boullé (117), Éric Cailleaux (114), Michel Cicut (82), Eddie Couriol (75), Philippe Debureau (177), Gilles Derot (167), Dominique Deschamps (141), Bernard Gaffet (111), Philippe Gardent (283), Jean-Michel Geoffroy (150), Daniel Hager (158), Philippe Médard (183), Frédéric Perez (130), Thierry Perreux (244), Alain Portes (212), Jean-Michel Serinet (150), Jean-Luc Thiébaut (144), Denis Tristant (141)
- Années 1990 : Grégory Anquetil (169), Patrick Cazal (171), Stéphane Cordinier (72), Yohann Delattre (74), Christian Gaudin (242), Philippe Gardent (283), Guéric Kervadec (180), Denis Lathoud (164), Pascal Mahé (297), Bruno Martini (178), Gaël Monthurel (253), Laurent Munier (149), Éric Quintin (216), Jackson Richardson (417), Philippe Schaaf (140), Stéphane Stoecklin (238), Frédéric Volle (241), Marc Wiltberger (148)
- Années 2000 : Nikola Karabatic, Thierry Omeyer (358), Bertrand Gille (268), Guillaume Gille (308), Luc Abalo (289), Michaël Guigou (307), Daniel Narcisse (311), Jérôme Fernandez (390), Didier Dinart (379), Joël Abati (203), Grégory Anquetil (169), Olivier Girault (248)
- Années 2010 : Guillaume Joli (118), Cédric Sorhaindo (220), William Accambray (99), Xavier Barachet (84), Samuel Honrubia (87), Mathieu Grébille, Vincent Gérard (157), Valentin Porte (195), Luka Karabatic, Kentin Mahé.
- Années 2020 : Dika Mem, Nedim Remili, Melvyn Richardson, Dylan Nahi, Hugo Descat, Ludovic Fabregas, Yanis Lenne, Nicolas Tournat.

### Sélectionneurs
- René Ricard, Jean Pinturault : dans les années 1940, 1950
- Bernhard Kempa : sélectionneur au moins au championnat du monde 1958[7]
- Jean-Pierre Lacoux : sélectionneur de 1960[67] à ?
- Serge Gelé : sélectionneur de ? à 1971[68]
- Fernand Zaegel : sélectionneur de 1971[68] à 1977[67]
- Jean-Michel Germain : sélectionneur de 1977 à 1981
- Jean Nita : sélectionneur de 1981 (?) à 1985
- Daniel Costantini : sélectionneur de 1985 à 2001
  - aucun : de 1985 à 1987
  - Jean-Luc Pagès : adjoint de 1987 à 1989
  - Jean-Pierre Lepointe : adjoint de 1989 à 1996
  - Michel Barbot : adjoint de 1996 à 2001
- Claude Onesta : sélectionneur de 2001 à 2016
  - Sylvain Nouet : adjoint de 2001 à 2014
  - Didier Dinart : adjoint de 2014 à 2016
- Didier Dinart : sélectionneur d'octobre 2016 à janvier 2020
  - Guillaume Gille : adjoint d'octobre 2016 à janvier 2020
- Guillaume Gille : sélectionneur depuis janvier 2020[28]
  - Érick Mathé : adjoint de janvier 2020 à août 2024
  - Yohann Delattre : adjoint depuis septembre 2024